# Floriade 2012
De Floriade 2012, voluit Floriade Horticultural World Expo Venlo 2012 Holland, was een tuinbouwtentoonstelling die van 5 april tot en met 7 oktober 2012 in de Nederlandse gemeente Venlo plaatsvond. Het evenement werd georganiseerd door Regio Venlo, een samenwerkingsverband van zeven gemeenten. Het expoterrein lag bij Knooppunt Zaarderheiken ten westen van de A73 en ten noorden van de A67. Het motto was Living Nature en het centrale thema was Cradle to Cradle, waarbij de gedachte is dat alle gebruikte materialen na hun leven hergebruikt kunnen worden. Het internationaal georiënteerde evenement was de 6e editie van de iedere 10 jaar gehouden Floriade in Nederland, de eerste buiten de Randstad. Het was tevens de 19e editie van de wereldtuinbouwtentoonstelling International Association of Horticultural Producers (AIPH).
De tentoonstelling werd geopend door koningin Beatrix. De expo kampte echter met tegenvallende bezoekersaantallen en inkomsten, waardoor uiteindelijk circa vijf miljoen euro verlies werd geleden.

## Toewijzing
In juni 2004 werd door de Nederlandse Tuinbouwraad (NTR) een aantal kandidaten uitgekozen die een definitief plan mochten maken voor de organisatie van de Floriade 2012.
De officiële kandidaten waren:
- Arnhem
- Drechtsteden (Alblasserdam, Dordrecht, 's-Gravendeel, Hendrik-Ido-Ambacht, Papendrecht, Sliedrecht, Zwijndrecht)
- NoordWest 8 (een samenwerkingsverband van diverse organisaties in het gebied van een dertigtal gemeenten in de regio's Alkmaar, Hoorn en Den Helder)
- Regio Venlo
- Rotterdam
- Tilburg/Brabantstad
- Stadsdeel Amsterdam-Noord

Daarvan werden de volgende uitgenodigd tot het indienen van een bidbook:
- Arnhem
- Drechtsteden
- Rotterdam
- Regio Venlo

De gemeenten Rotterdam en Arnhem hadden in een eerder stadium besloten de kandidatuur in te trekken omdat de financiële risico's te groot werden geacht. Bij Drechtsteden was een unaniem positief besluit door de vijf aangesloten gemeenten noodzakelijk en dat was niet gelukt. De overwegingen van Drechtsteden om tegen te stemmen waren de te verwachten milieubelasting in het gebied, de hoge kosten en verstoring van de zondagsrust. Het bestuur van de Nederlandse Tuinbouwraad maakte vervolgens op 8 december 2004 bekend dat het plan van de enige overgebleven kandidaat Regio Venlo aan de criteria voldeed. De Regio Venlo was een samenwerkingsverband van zeven gemeenten in Noord-Limburg. Regio Venlo bestond oorspronkelijk uit de gemeenten Gennep, Horst aan de Maas, Peel en Maas, Venlo en Venray. Deze vijf gemeenten leverden een financiële bijdrage aan de Floriade en stonden garant voor de exploitatieresultaten. In respectievelijk 2010 en 2012 sloten de gemeenten Beesel en Bergen zich bij hierbij aan. Deze twee droegen wel financieel bij aan het evenement, maar waren niet vertegenwoordigd in de Floriade-stichting en stonden niet garant voor de resultaten.

## Thema
De Floriade maakte prominent gebruik de Cradle to Cradle-principes, waarbij de gebruikte materialen na afkoop kunnen worden hergebruikt. De aanleiding hiervoor was de documentaire "Afval is voedsel" van het documentaireprogramma Tegenlicht over de Cradle to Cradle-filosofie van William McDonough en Michael Braungart. Door samenwerking tussen bedrijven en de overheid moest de Floriade hét voorbeeld van Cradle to Cradle in Nederland worden. Ook werd gelet op de duurzaamheid: in 2011 werd het viertalige boek "Floriade, Living nature" samengesteld, dat was gedrukt op duurzaam papier met biologisch afbreekbare inkt. Vanwege de duurzaamheidsprincipes en de wens om bezoekers te laten kennismaken met andere culturen waren in de horeca in eerste instantie geen minder duurzame maar doorgaans veelgevraagde waren als friet, cola en bratwurst te koop. Vanwege de grote vraag werd vanaf juni toch friet verkocht.

## Ontwerp en inrichting

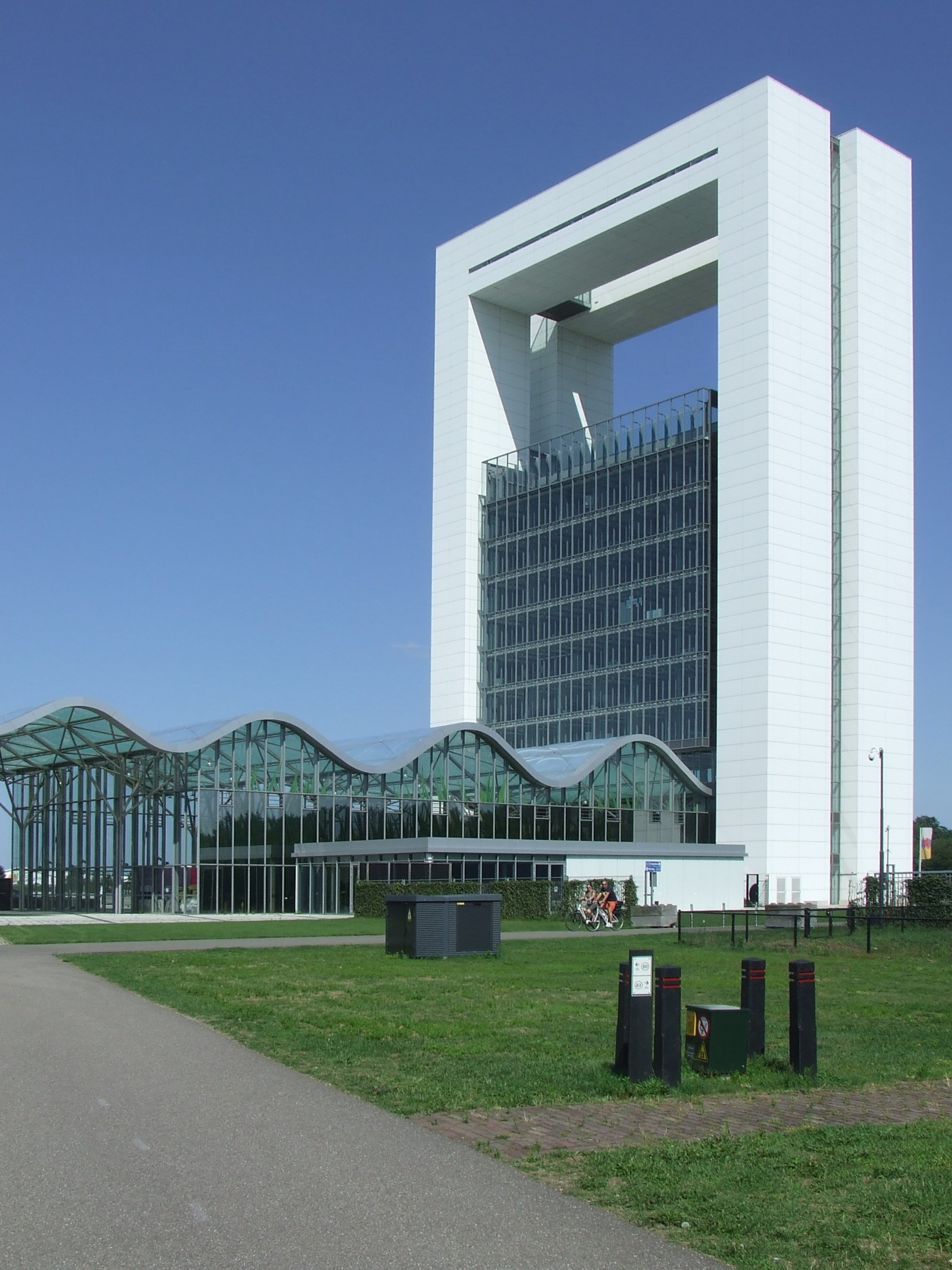
Innovatoren

Het ontwerp van de Floriade 2012 kwam tot stand tussen 2007 en 2010. Het ontwerp was van de hand van landschapsarchitect John Boon van ARCADIS landschapsarchitectuur & stedenbouw. De eerste boomaanplant begon in het voorjaar van 2008. In dat jaar werden ook het themaveld Relax & Heal aangelegd en een jaar later werden de heesters aangeplant. Datzelfde jaar werd voor de waterpartijen 73.000m³ grond afgegraven, die grotendeels werd gebruikt om de 7m hoge theaterheuvel aan te leggen. In 2010 werden de vaste planten geplaatst en de borders ingezaaid. In hetzelfde jaar werd het laatste themaveld Green Engine aangelegd. Het Floriadepark besloeg in totaal 66 hectare, waaronder 22 hectare bos, tweeënhalf hectare gebouwen en vier hectare water. Er werden 1700 bomen aangeplant, 20.000 heesters, 200.000 vaste planten, 65.000 waterplanten, anderhalf miljoen bloembollen en 95.000 eenjarige planten. Door het park liep tijdens de Floriade een kabelbaan met een lengte van 1165m en 42 gondels, waarin per gondel 8 bezoekers op ongeveer 32m hoogte het Floriadeterrein konden bezichtigen. De kabelbaan werd al op 16 april 2011 geopend.
Speciaal voor kinderen was het "Floriade Kids"-programma opgezet, met een eigen website, lespakketten voor scholen, spellen en een voor kinderen ontworpen ontdekkingroute. Elk themaveld had minstens één kinderspeelplaats. "Expeditie Floriade" was ontworpen als leerzaam schoolreisje voor basisschoolleerlingen.
Er waren zestig oplaadpunten voor elektrische auto's; zoveel laadpalen op één plek was destijds uniek in Nederland. Wie met een elektrische auto kwam mocht vooraan parkeren en gratis opladen met groene stroom. De oplaadpunten werden na de Floriade onder de deelnemende gemeenten verdeeld. Bij de parkeerplaatsen aan de Greenportlane, op 3,3km afstand van het Floriadeterrein, was een Kiss & Ride-mogelijkheid en parkeerruimte voor campers, motoren en invalidevoertuigen. Vanuit de parkeerplaatsen reden pendelbussen naar de busterminal van de Floriade aan de oostzijde van de A73, waar ook een grote fietsenstalling was. Bussen van de touroperators konden bij de busterminal stoppen, net als de pendelbussen die elke 15 minuten van Station Venlo naar de busterminal en terug reden. Nadat de bezoekers de kassagebouwen waren gepasseerd zagen ze The Boots of the Hunter; de 4,5m hoge rubberlaarzen met verlichte opaalringen van kunstenaar Pii Daenen; deze verwijzen naar de agrariërs. Om bij het Floriadeterrein te komen moest men de autosnelweg oversteken over de Floriadebrug.

### Innovatoren
Aan de overkant van de brug aan de westzijde van de A73 staat de zeventig meter hoge Innovatoren, een volledig gasloos gebouw dat warmte en stroom krijgt van de nabijgelegen Villa Flora, waar stroom en warmte wordt gegenereerd door middel van zonnepanelen en warmte-koudeopslag. Beide bouwwerken werden volgens de Cradle to Cradle-principes gebouwd, met gebruik van duurzame bouwmaterialen en inrichtingen. Naast de Innovatoren lag het Innova Plaza, waar zich de entree naar het Floriadeterrein bevond. Hier stonden twee Raywaver-verticaleaswindturbines, die naast windenergie ook zonne-energie opwekten door aan het frame bevestigde zonnepanelen.

## Opening
Nadat bijna tweehonderd journalisten van de nationale en internationale pers op de persdagen van 29 en 30 maart over het terrein waren rondgeleid, werd de wereldtuinbouwtentoonstelling op 4 april 2012 officieel geopend door koningin Beatrix. Zij was beschermvrouwe van de Floriade, net als tien jaar eerder op de Floriade 2002 in Haarlemmermeer. De opening vond plaats in het Dutch Masters-congrescentrum naast de Innovatoren en werd bijgewoond door achthonderd genodigden en de pers. De NOS zond de opening live uit. 's Avonds was er een grote openingsshow voor twaalfhonderd genodigden, verzorgd door Chantal Janzen, Rowwen Hèze, het Limburgs Symfonie Orkest en vierhonderd vrijwilligers. De show werd live uitgezonden door de regionale omroepen L1 en Omroep Brabant en werd afgesloten met een grote vuurwerkshow. Op 8 april werd de show uitgezonden door de NOS op NPO 1.

## Themagebieden

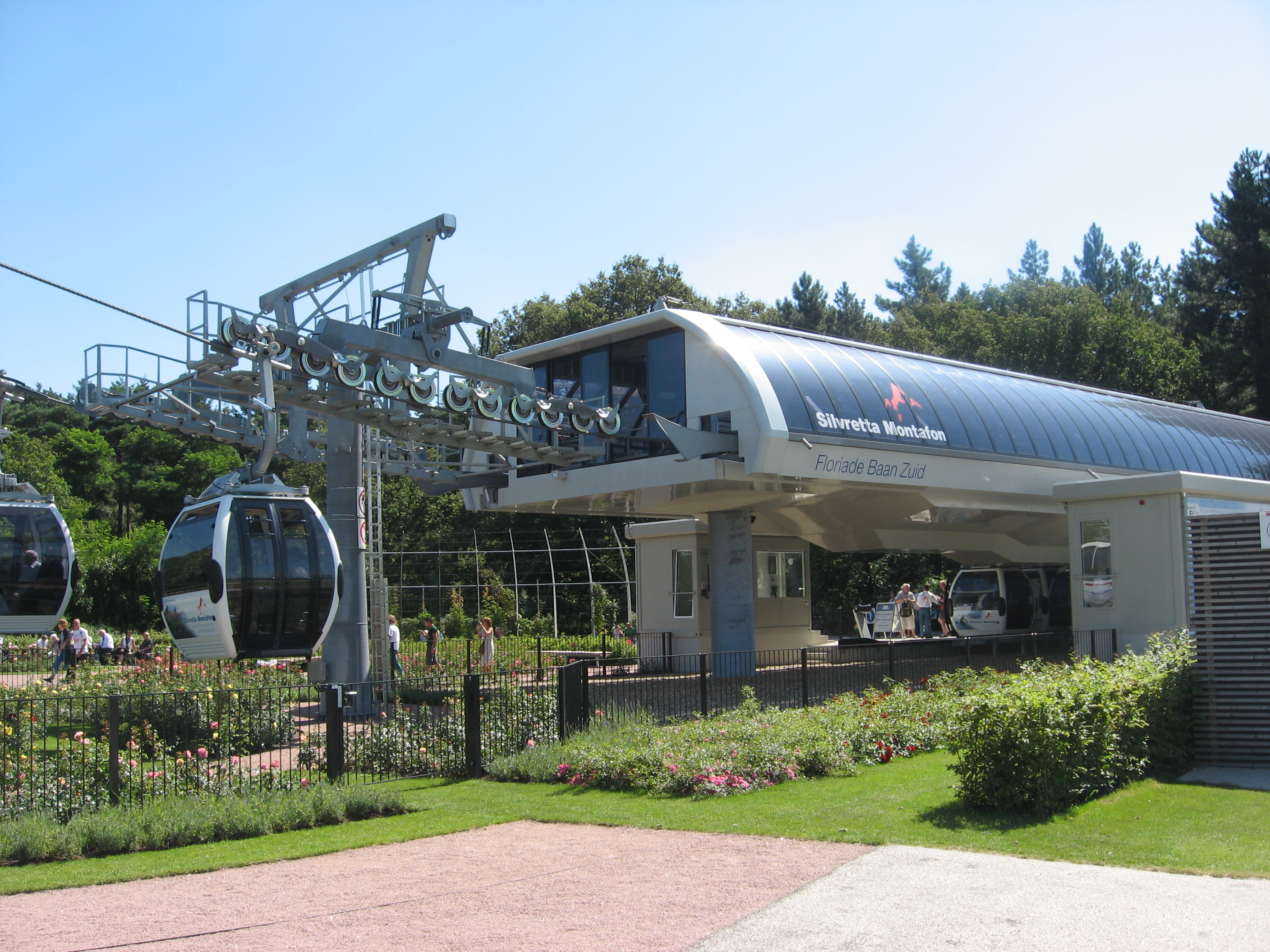
Gondola-kabelbaan

Het Floriadeterrein was onderverdeeld in vijf themagebieden. Elk themaveld had een eigen decor, programma en activiteiten, waardoor men de natuur steeds op een andere manier zag, voelde en beleefde. Bij de ingang bij de Innovatoren lag het gebied Environment met als opvallendste gebouw de Dome. Ten zuiden hiervan lag de World Show Stage met onder andere het theater, het startpunt van de kabelbaan Gondola en drie grote waterpartijen met een totale wateroppervlakte van meer dan 40.000m². Ten noorden van Environment, gescheiden van de eerste twee gebieden door een bospartij, bevond zich het Green Engine-gebied, waarvan het grootste gedeelte werd ingenomen door Villa Flora. Ten noorden hiervan, wederom gescheiden door een bospartij, lag Relax & Heal, met het eindpunt van de kabelbaan. Ten slotte lag in de bossen in het westen het gebied Education & Innovation, waarin helemaal achterin het Nederlandse paviljoen lag. Elk themagebied had een eigen restaurant, die allemaal door Sodexo werden uitgebaat. De themagebieden hadden ook elk een eigen herkenningskleur; Environment was blauw, World Show Stage rood, Green Engine groen, Relax & Heal geel en Education & Innovation magenta; deze vijf kleuren kwamen ook terug in het Floriade-logo.

### Environment

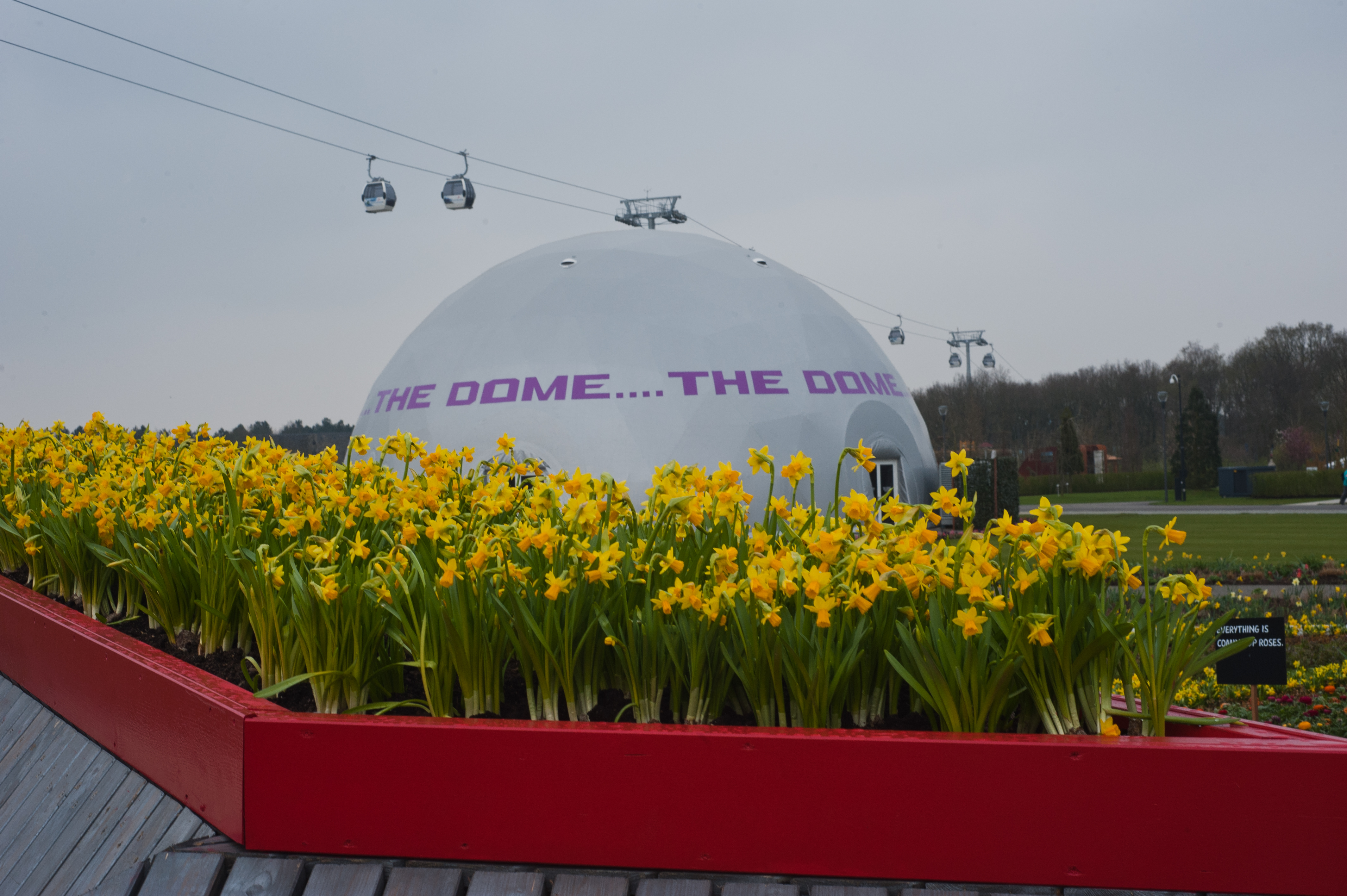
The Dome

Dit stedelijk vormgegeven gebied werd opgezet om bezoekers te laten ervaren hoe bloemen, planten, bomen, groenten en fruit in de directe leefomgeving het dagelijkse leven kunnen verbeteren. Zowel binnen als buiten, thuis of op het werk. De kaarsrechte allee der Tuinculturen en de zigzaggende Floriade Street leidden van de ingang naar het centrale plein Floriade Plaza met een fontein. Daarachter stond The Dome, waar een 360-graden-film de bezoekers in drie minuten liet kennismaken met de veelzijdigheid van de tuinbouw en de wereld van de Floriade. Verder waren hier diverse paviljoenen en de tuinen van gerenommeerde architecten en creatieve liefhebbers te zien.
- De Allee der Tuinculturen was een laan met vijftien tuinen van elk 350m² die allemaal een eigen interpretatie van de hedendaagse kantoortuin toonden. Ze werden ontworpen door internationale tuinarchitecten uit onder meer België, Duitsland, Estland, Japan, Nederland en Luxemburg. In de tuinen stonden vierhonderd verschillende boomsoorten. Samen gaven de tuinen een totaalbeeld van de Nederlandse en buitenlandse tuincultuur. Na de Floriade werden de tuinen daadwerkelijk in gebruik genomen als kantoortuin.

- Het Nederland Bloeit-paviljoen was het eerste gebouw aan de linkerkant van de allee. Hier konden bezoekers letterlijk en figuurlijk proeven van de producten van de Nederlandse land- en tuinbouw, die op een lopende band te zien waren.

- Bij Through Animal Eyes kon men tijdens interactieve workshops voelen, ruiken, proeven en horen als een dier: klimmen als een eekhoorn, fladderen als een vlinder, zwemmen als een vis en vliegen als een vogel.

- Footkiss for Butterflies was een vlindertuin in de vorm van een enorm vlindervormig blad van de Japanse notenboom. Er waren 190 soorten inheemse vlinderplanten neergezet. De paden waren gemaakt van een speciale met laagblijvende bloemetjes doorweven grassoort, waardoor men blootvoets over de "nerven" van het blad kon lopen. Het met een molensteen gemarkeerde middelpunt van de tuin was de gulden snede, tevens het middelpunt van het park.

- Het vriendenbos in de vorm van een Keltische boomkalender bestond uit 575 fruithagen en 120 fruitbomen die door bedrijven konden worden geadopteerd.[6]

- In het Ebben Inspyrium van Boomkwekerij Ebben vertelden bijzondere meerstammige bomen hun verhaal. Het was een miniatuurversie van het 1.400m² grote Ebben Inspyrium van het bedrijf in Cuijk.

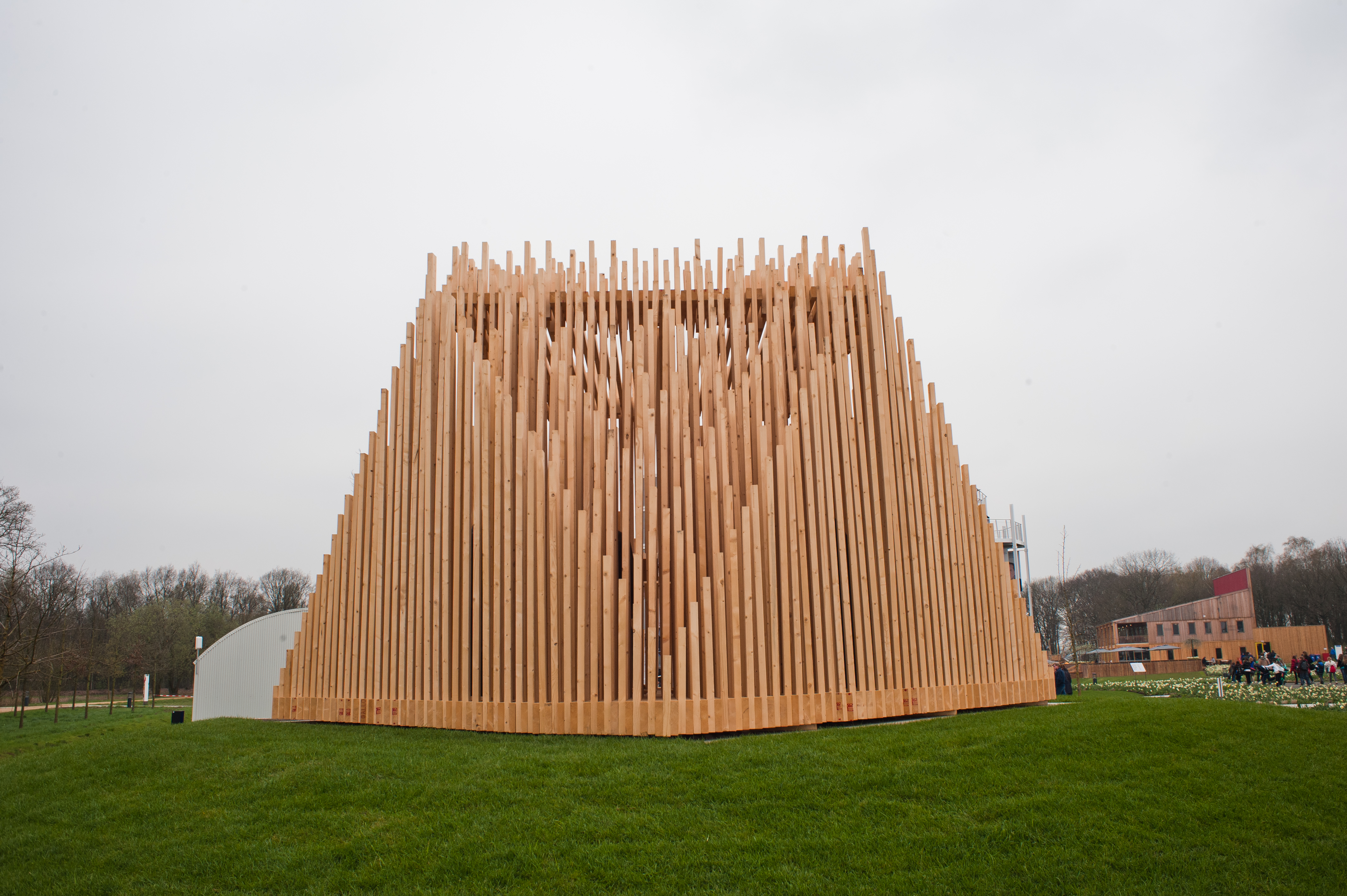
KHOR 1

- KHOR 1 van theaterwerkplaats Huis van Bourgondië was een performance-installatie gebaseerd op de boeddhistische gebedsmolen. Het was performancekunst zonder acteurs; de bezoeker werd de performer. Om de mantra-achtige teksten te kunnen lezen moest men rond de rollen lopen, waarbij de bezoekers een soort van cirkelvormige dans in slowmotion opvoerden.[2]

- De Rabo Earthwalk van de Rabobank was een grote halve wereldbol, waar de bezoeker "over het dak van de wereld kon lopen" terwijl onder diens voeten een onderwijsfilm werd afgespeeld waarin te zien was hoe de mens de aarde in cultuur brengt en hoe hierdoor in het landschap stromen ontstaan van voedsel, water, energie, data en geld, die zich de hele dag door over de wereld bewegen. Bovenop het gebouw had men een goed uitzicht over de Floriadeterreinen.

- Het Beachclub Restaurant was het laatste gebouw aan de allee. Het restaurant lag aan het water, waardoor men zich op een stadsstrand waande. De beachclub had loungebanken, barbecue en jazzmuziek. Erachter was een zandstrand aangelegd.

- Arcadis Inspirience was na de entreegebouwen het eerste paviljoen aan de Floriade Street, rechts van de allee. Het was een duurzaam, futuristisch paviljoen dat diende als filmzaal. Tussen de entree en dit gebouw liep de weg naar het Green Engine-gebied.

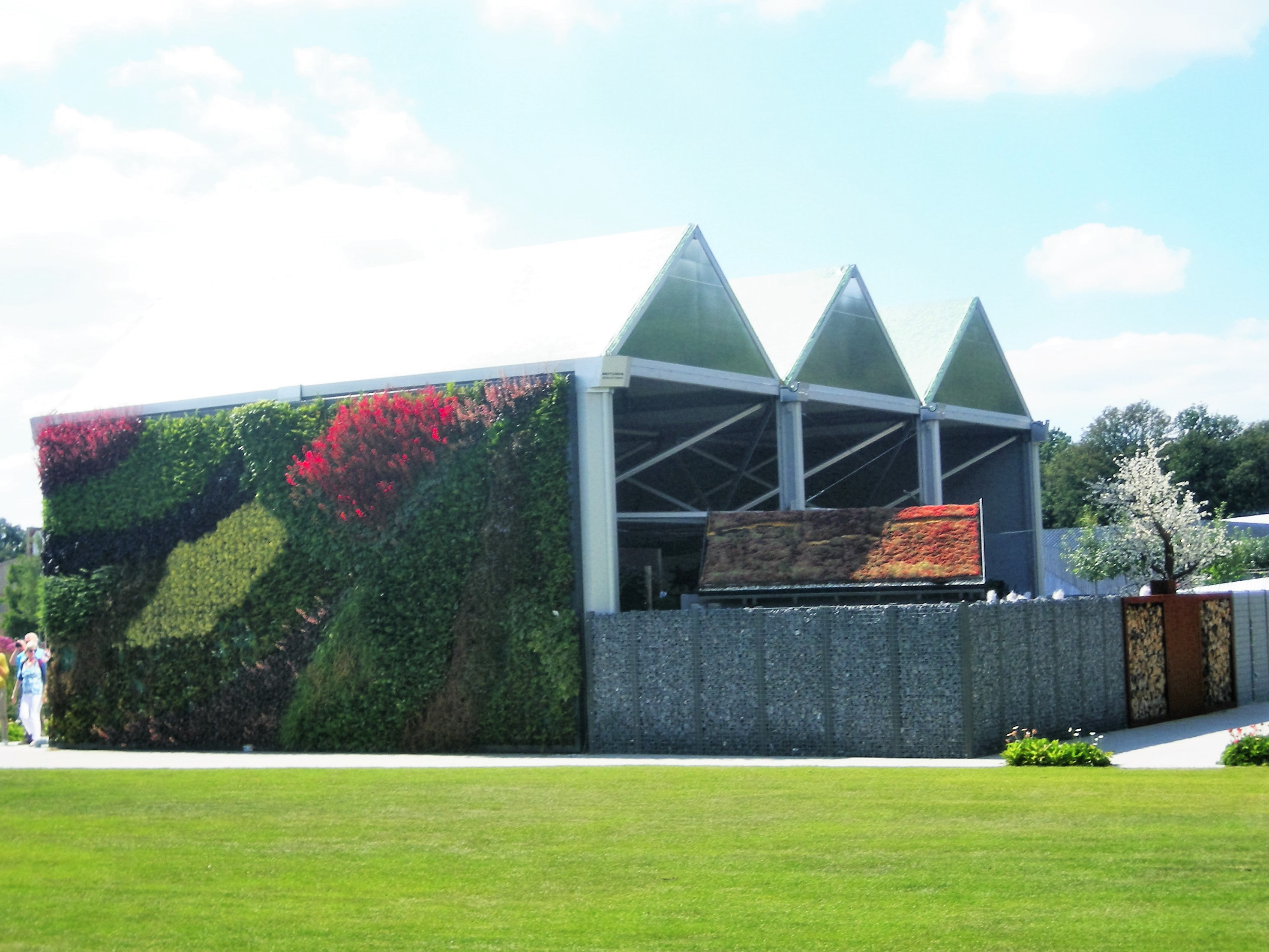
Wonen-paviljoen

- Het Wonen-paviljoen, voluit 7922 groenondernemers maken wonen natuurlijk, presenteerde zich als de tuin en woonkamer van de toekomst. Binnen leek het alsof men buiten was en in de tuin was het precies andersom. De blikvangers van het gebouw waren de opvallende "verticale tuinen"; met vegetatie beklede wanden die vier jaar later op veel grotere schaal ook in het Stadskantoor Venlo werden toegepast.

- Het paviljoen van Duitsland/Noordrijn-Westfalen was een houten paviljoen waar de thema’s topografie en landschapsarchitectuur centraal stonden. Het houten gebouw verwees naar de bossen en bosbouw in het landschap van de Duitse deelstaat. Bezoekers leerden spelenderwijs allerlei wetenswaardigheden over tuinbouw, agribusiness en toerisme in Noordrijn-Westfalen. Ook vonden er wisseltentoonstellingen en optredens plaats.

- Het futuristische paviljoen van Azerbeidzjan had een organische druppelvorm en was gemaakt van staal en glas met Azerbeidjaanse motieven. Tussen dit paviljoen en het Beachclub Restaurant liep de weg naar het Education & Innovation-gebied.

### World Show Stage

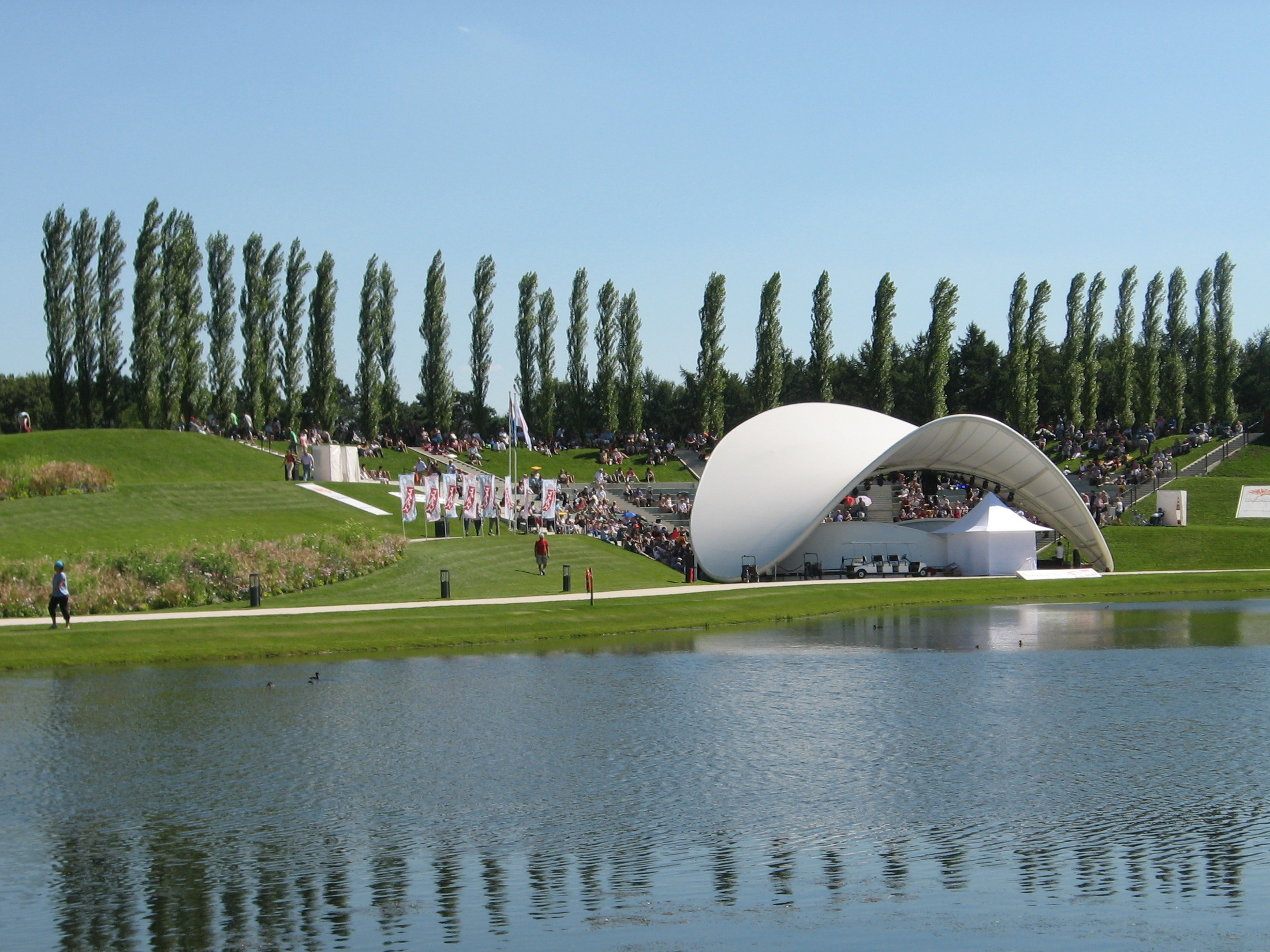
Floriade-theater

Op het kleurrijke themaveld World Show Stage kon men kennismaken met andere culturen in een smeltkroes van kunst, cultuur en vermaak. Het gezichtsbepalende gebouw in dit gedeelte was het Floriadetheater, gelegen op een kunstmatige heuvel, waar een internationaal entertainmentprogramma werd opgevoerd. Het beginpunt van kabelbaan Gondola lag naast het theater. De meeste buitenlandse paviljoens bevonden zich op dit gedeelte, op vijf velden tussen de waterpartijen en het Environment-veld.
- In het Floriadetheater op de theaterheuvel werd dagelijks een programma opgevoerd met lokale, nationale en internationale kunst en cultuur. Het podium ligt aan de oever van de waterpartij en wordt omringd door een 9 meter hoge, groene tribune waarop 1500 personen kunnen genieten van optredens en voorstellingen.[5] In 2021 werd de versleten overkapping van het theater verwijderd.[11] Achter de bomenrij op de theaterheuvel lag picknickplaats Secret Garden.

- Kabelbaan Gondola lag naast het theater. Van hieruit konden de bezoekers naar het Relax & Heal-themapark aan de andere kant van het terrein reizen. Met een hoogte van 35m en een lengte van 1165m was het destijds de grootste kabelbaan van Nederland. De baan had een capaciteit van maximaal 4000 personen per uur.[12] Na de Floriade werd de baan verkocht aan het Oostenrijkse skigebied Silvretta Montafon.[13]

- Beautiful Rosevalley was een kleurrijke rozentuin van 3.000m², die aan de voet van de kabelbaan lag. Deze tuin stond altijd in volle bloei, waarbij de kleuren rood, roze, groen en geel overheersten.

- De Floriade Boulevard liep van het theater langs de waterpartijen richting de gebieden Environment en Education & Innovation. Op de boulevard had men een mooi uitzicht over het water en de theaterheuvel. Onderweg kon men in zestien kiosken hapjes en drankjes uit alle windstreken nuttigen.[5]

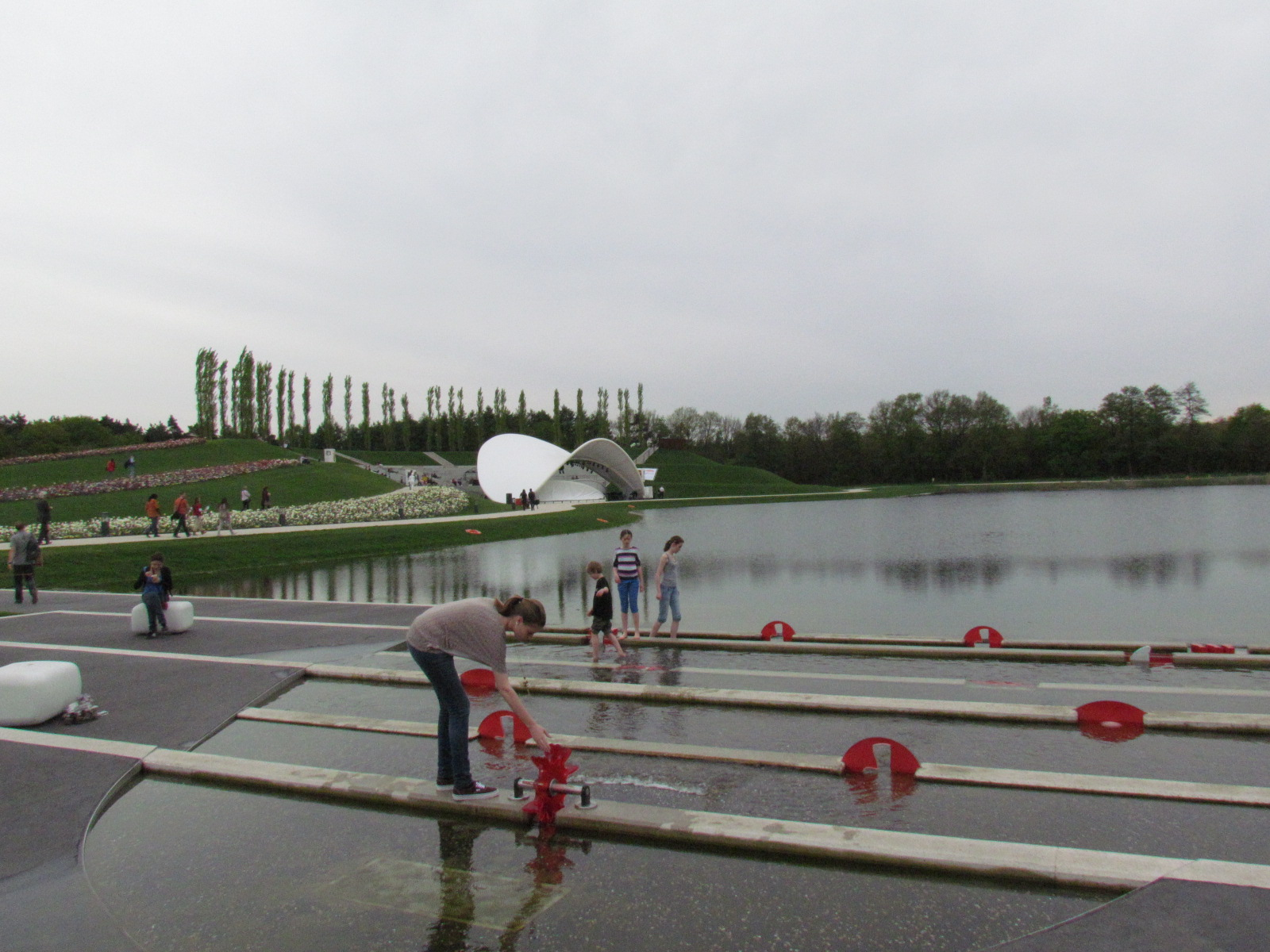
Speeldelta waterspeelpark

- De Speeldelta of Waterdelta lag aan het begin van de Floriade Boulevard. Dit was een waterspeelplaats met 7 dammen en 11 spelelementen waarmee men het water kon laten stromen of juist tegenhouden. Er stroomde 50.000 liter water per uur door de delta. Dit werd opgepompt uit het oppervlaktewater op de Floriade. Vanwege de goede waterkwaliteit was geen intensieve zuivering nodig, een grofvuil-filtratiesysteem volstond.

- Het Indonesië-paviljoen was een van de drie paviljoens op het eerste veld aan de boulevard. Hier stond de Indonesische natuur, tuinbouw, cultuur en traditie centraal. Er waren verschillende traditionele Indonesische gebouwen neergezet, waaronder Balinese torens, een Javaanse joglo, een tongkonanhuis uit Toraja en een Sumatraans huis. Ook was het beroemde Borobodur-heiligdom op schaal nagebouwd. Er waren verder typisch Indonesische natuurelementen als een meer, waterval en sawa te zien. In een klein theater werden traditionele Indonesische voorstellingen opgevoerd.

- Het India-paviljoen had een opvallende olifantenpoort en een groot Boeddhabeeld en was omringd met beelden van hindoeïstische goden en tijgers. Naast het paviljoen was olifantsgras geplant. Het paviljoen zelf was vrijwel geheel ingericht als souvenirwinkel.

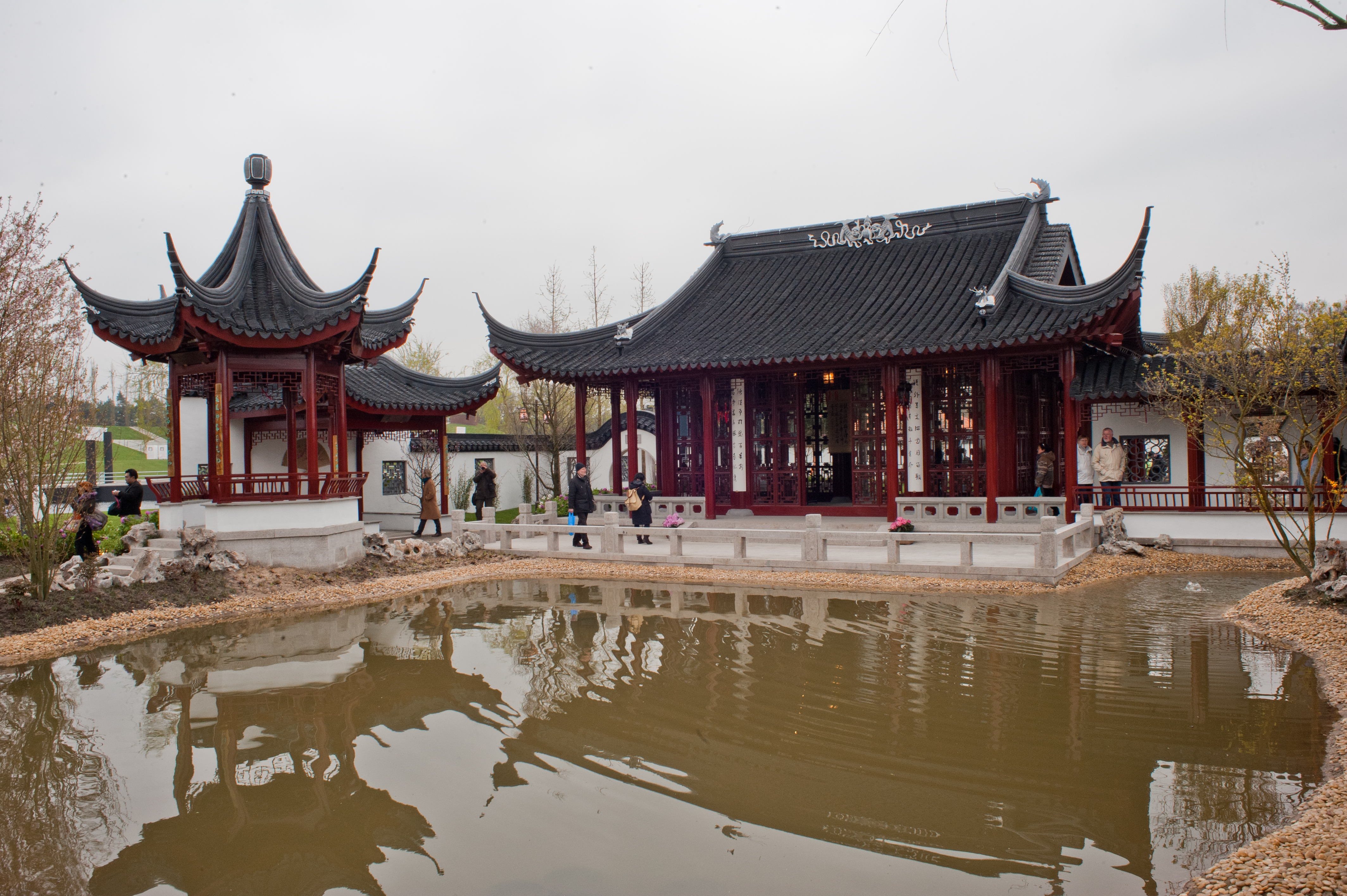
Chinees paviljoen

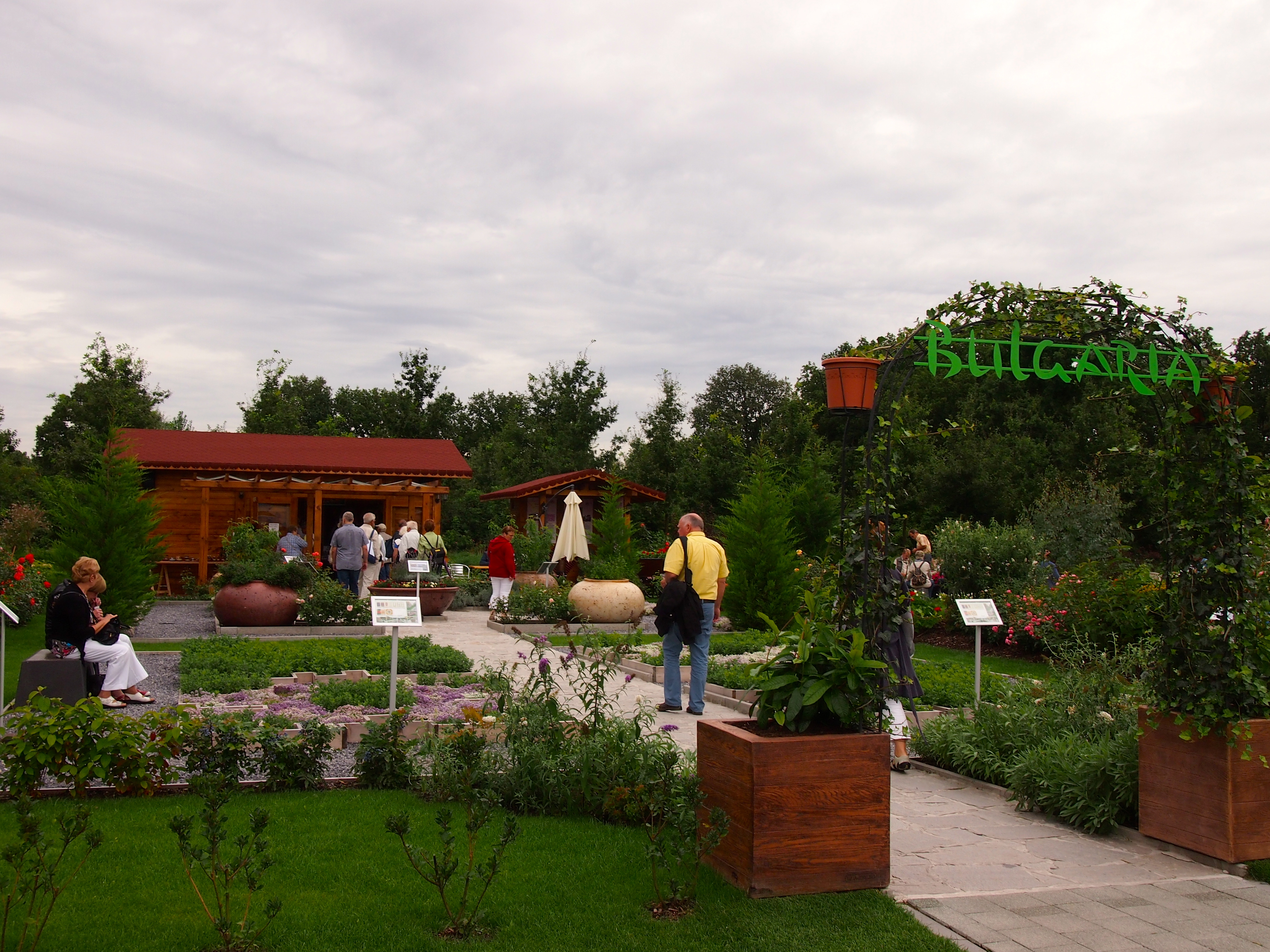
Bulgaars paviljoen

- Het paviljoen van China was met een oppervlakte van ruim 1.500m² een van de grootste inzendingen van de Floriade. Eeuwenoude tradities en nieuwe innovaties in de Chinese tuinbouw stonden in deze tuin en bouwwerken centraal. De tuin was een replica van een van de klassieke tuinen van Suzhou, die op de Werelderfgoedlijst staan. De traditioneel Chinese bouwstijl, lotussen en andere voor het land typische bloemen, planten en bomen en enorme vijverpartijen vol koikarpers kenmerkten de Chinese inzending.

- Het Turkije-paviljoen was met een oppervlakte van 1.000m² het grootste van de zeven paviljoenen op het tweede veld. De grote tuin was een mix van moderne materialen en traditionele vormen. Een smeedijzeren hek bood toegang tot de tuin en de muren zorgden voor een intieme sfeer. Het pronkstuk was de Yalı; een typisch Turks buitenhuis zoals deze vooral aan de oever van de Bosporus in Istanboel te vinden zijn. In het huis waren diverse tentoonstellingen. De binnenplaats was in het midden versierd met een traditioneel mozaïek. En wandelend door de tuin ontdekte de bezoeker onder meer een vijver met waterlelies, een pergola, een rozentuin en andere bloemperken. Turkse ambachtslieden vertoonden hun vaardigheden vertonen en men kon er Turkse koffie en andere specialiteiten proeven. Het pad naar de uitgang was ook met een smeedijzeren hek is versierd. Langs dit pad stonden planten en bloemen die in Turkije voorkomen of daarmee worden geassocieerd, waaronder 34 walnootbomen. Op 19 april 2012 bezocht koningin Beatrix de Floriade opnieuw, in verband met het staatsbezoek van president Abdullah Gül van Turkije, die hier het Turkse paviljoen opende.

- Bangladesh had als tuinontwerp een lelietuin. Het paviljoen zelf was echter net als veel andere landenpaviljoenen in dit gebied een souvenirwinkel.

- De Soedanese tuin toonde de watersystemen van de oude Nubische beschaving. Het paviljoen was een souvenirwinkel.

- Jemen presenteerde zich op haar inzending van 500m² met een paviljoen in de bouwstijl van het land op het Arabische schiereiland en een koffieplantage; de koffieboon is een typisch Jemenitisch tuinbouwproduct.

- Het Tunesië-paviljoen toonde een combinatie van Arabische en de Perzische stijlen. Mediterrane geuren en kleuren stonden centraal en in het keramiek overheersten wit en allerlei varianten van blauw. Planten als rozen, lavendel, jasmijn, munt en rozemarijn zorgden daarbij voor het geurenpalet. De tuin, pergola en patio werden zorgvuldig ontworpen en aangelegd, zodat water en schaduw voor verkoeling zorgen in de hete Tunesische zomers.

- Afghanistan had een opvallende blauw paviljoen met koepel. Binnen werd Afghaans lapis lazuli, textiel en houtsnijwerk tentoongesteld. Het grootste gedeelte van de ruimte was echter ingericht als souvenirwinkel.

- Het paviljoen van Ecuador was omringd door de Amazone-Andes-tuin. Ook werden er live-optredens van nationale muziek gehouden. Het paviljoen zelf was een souvenirwinkel.

- Het paviljoen van Italië was een van de vier paviljoenen op het derde en laatste World Show Stage-veld aan de Floriade Boulevard. Daarachter liep de boulevard door het Environment-veld langs het Vriendenbos en de Rabo Earthwalk naar het Beachclub Restaurant. De Noord-Italiaanse autonome provincie Trente verzorgde de Italiaanse inzending. Midden in de Italiaanse tuin stond een houten paviljoen van twee verdiepingen waarin Italiaanse landbouwproducten en de toeristische mogelijkheden van Trente werden getoond.

- Bulgarije presenteerde zich met een tuin waarin de traditionele vormen en kleuren van het land waren terug te vinden. De centrale as begon met kleurrijke tuinvakken die van boven geometrische patronen lieten zien, bekend van onder meer de kleding van folkloristische dansers. Rondom stonden rozenperken en een kruidentuin. Een eenvoudige houten bungalow achter in de tuin was ingericht als tentoonstellingsruimte.

- De inzending van Kenia lag tussen de paviljoens van Bulgarije en Spanje. Het paviljoen zag er uit als een traditionele Luohut.

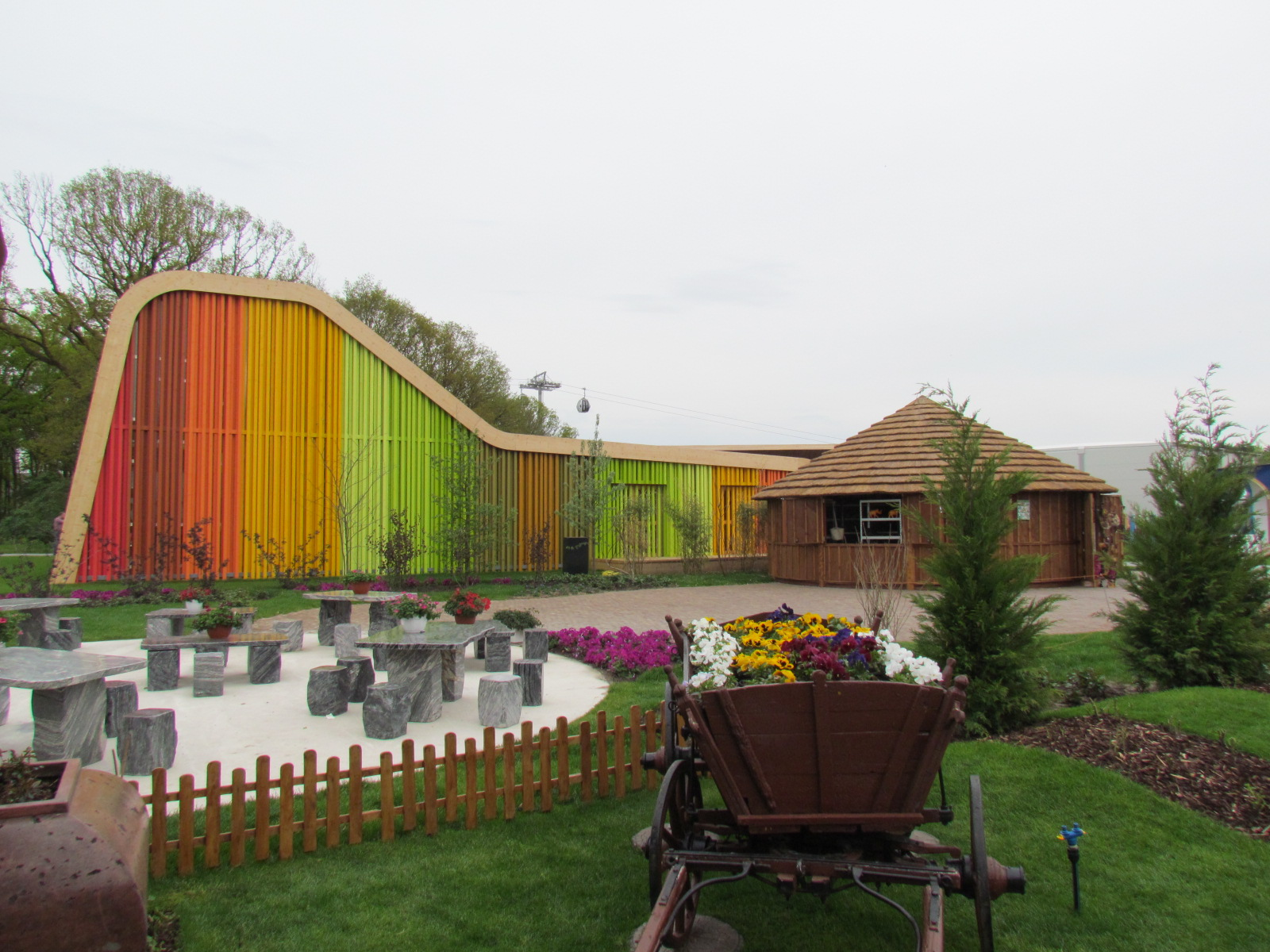
Spaans paviljoen

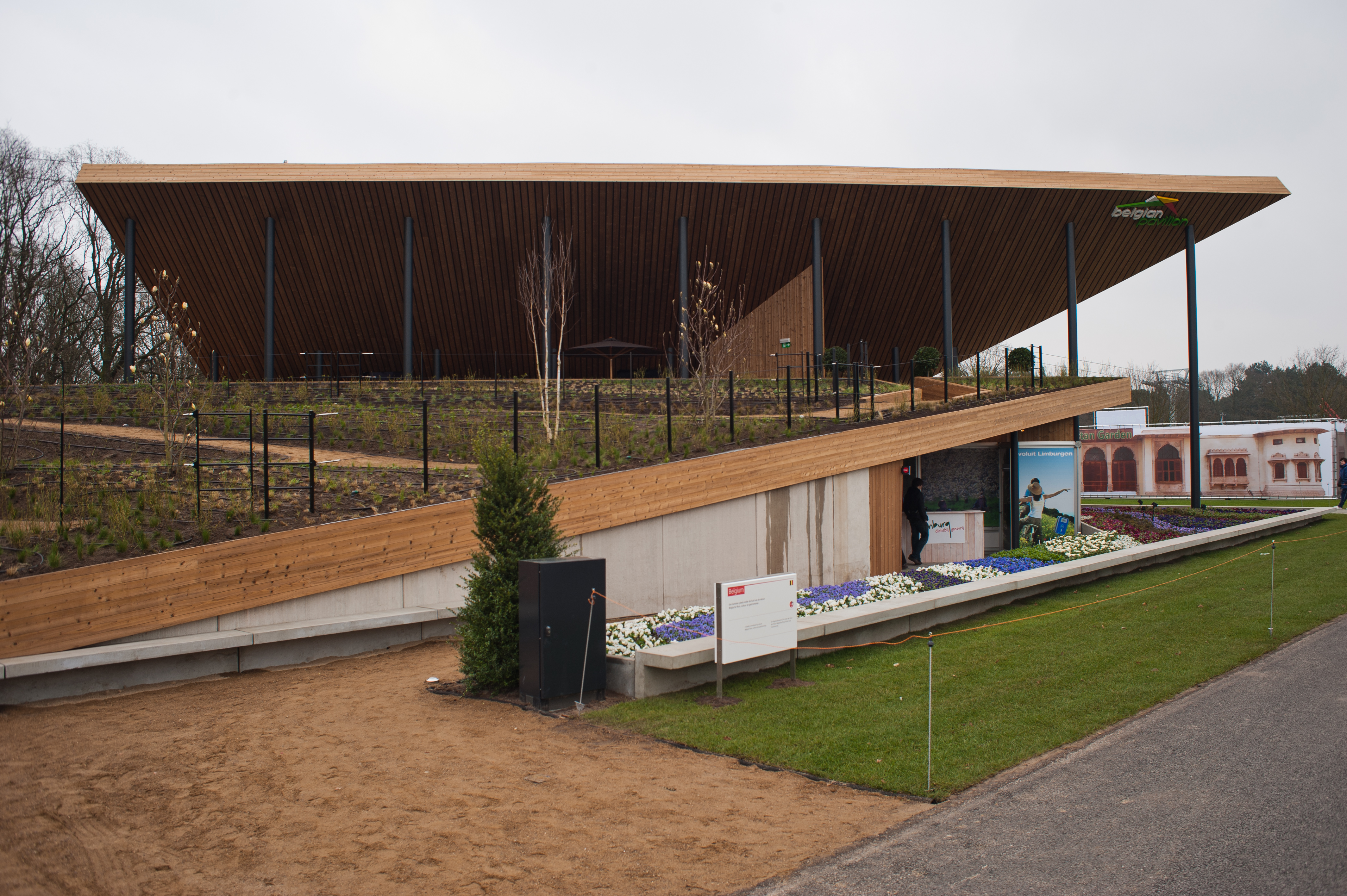
Belgisch paviljoen

- Het thema van de inzending van Spanje luidde "Natuurlijk Divers". Deze diversiteit werd uitgebeeld aan de hand van 10 verschillende regio’s in Spanje met elk hun eigen typische tuinbouwproducten. Het klimaat en landschap van Spanje wijkt sterk af van dat van andere Europese landen. De biodiversiteit levert een voor Europa unieke land- en tuinbouwproductie op die grotendeels gericht is op de export naar andere landen. Olijfbomen, wijngaarden en citrusbomen zijn typerend voor het Spaanse landschap. Het zeer kleurrijke Spaanse paviljoen werd grotendeels opgebouwd uit restmaterialen en afvalhout. In het 800m² grote paviljoen werd het verhaal verteld van de Spaanse tuinbouw van zaaien tot oogsten, handel en distributie. Op het einde werden de tuinbouwproducten op artistieke wijze als juwelen gepresenteerd. Er waren 10 sensorische ruimtes voor een multi-zintuiglijke ervaring van de 10 verschillende regio's.

- Het Restaurant Aquapaviljoen tegenover de Waterdelta bood een breed assortiment van verschillende wereldgerechten, waaronder verse Italiaanse pizza's en pasta's, Aziatische stoofgerechten en Oosterse lekkernijen. Achter het restaurant lagen nog twee World Show Stage-velden.

- Het Aquapaviljoen naast het restaurant behandelde de bijzondere wereld van water. Vier Limburgse waterpartners, Waterschap Peel en Maasvallei, Waterschap Roer en Overmaas, Waterleiding Maatschappij Limburg en Waterschapsbedrijf Limburg, vertoonden hier de waterexpositie "The Story of Water". Hier kon men zelf ervaren welke belangrijke plek water inneemt in ons leven, waarom water niet zo vanzelfsprekend is als je zou denken en hoe belangrijk de toegang tot schoon en voldoende water is. In het midden van het paviljoen was een 4,5m hoge blauwe "waterberg" te zien, bestaande uit 183 verschillende voorwerpen. In deze berg kon men meten hoeveel water het eigen lichaam bevat.[7]

- De inzending van Pakistan lag tegenover het Chinese paviljoen en besloeg een oppervlakte van 800m². Het Pakistaanse paviljoen legde de nadruk op architectuur, kunst, (agri-)cultuur, folklore en internationale samenwerking. Een deel bestond uit overdekte tuinen met een fontein, kamerplanten en Pakistaanse bloementuinen.

- Het Sri Lanka-paviljoen, een replica van een Nederlands huis ten tijde van de VOC-bezetting van Ceylon, toonde de tuinbouwactiviteiten van het land in het verleden en heden. Ook was er een demonstratie handmatig edelstenen slijpen. Het grootste gedeelte van het huis was echter een souvenirwinkel.

- In het paviljoen van Zuid-Korea werden de fysiografische kenmerken van de baai van Suncheon gesimuleerd. Men wilde hiermee het bewustzijn creëren van het belang om deze bedreigde gebieden te beschermen. Het ontwerp van Jihae Hwang werd bekroond met de Best Artisan Garden Award op de prestigieuze Britse RHS Chelsea Flower Show.

- Het Belgische paviljoen lag tegenover de inzending van Jemen en was het een van de twee landenpaviljoenen op het vijfde World Show Stage-veld. Het schuin oplopende dak was beplant en kon worden belopen.

- De inzending van Nepal was de Tuin van Verlichting. De bezoeker ervaarde hier de perfecte balans tussen natuur, schoonheid en spiritualiteit. De beplanting in de tuin was aangelegd in de vorm van de sierlijke schelp shankha en de bloemen en planten waren zo gekozen dat ze in evenwicht met elkaar waren. Een vreedzame wereld, dat was het uiteindelijke doel van de tuin van verlichting.

- Het Kapelbos lag achter de paviljoenen van België en Nepal. Hierin lag de Sint-Janskapel verscholen, die onderdeel was van de cultuurhistorische route.

### Green Engine

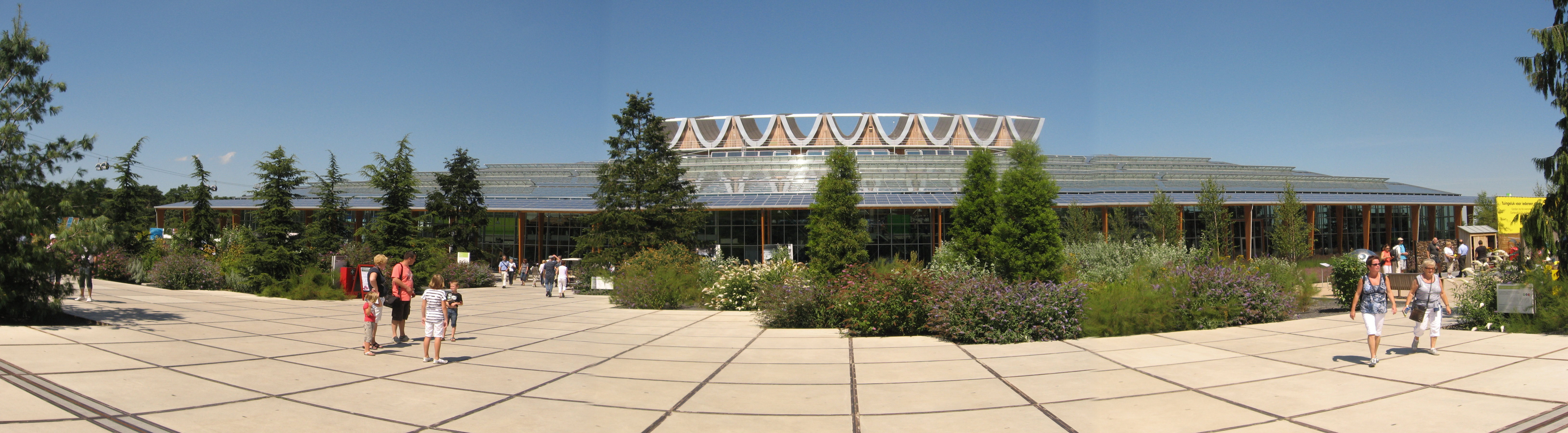
Villa Flora

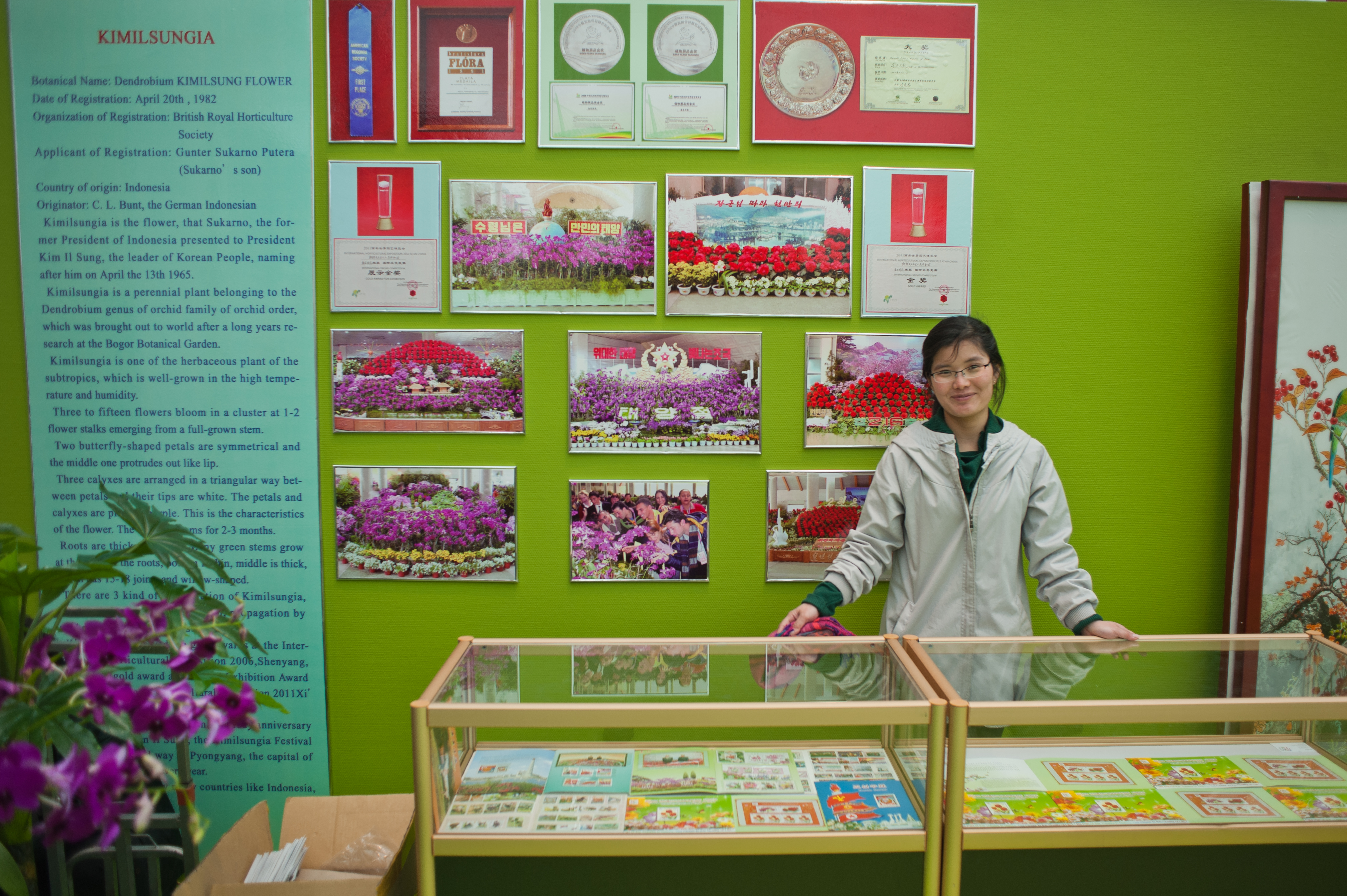
Stand van Noord-Korea in Villa Flora

Het gebied Green Engine had een industriële vormgeving en toonde aan dat natuur en industrie heel goed samen kunnen gaan. Het gebied werd gedomineerd door de immense Villa Flora, destijds het groenste gebouw van Nederland genoemd. In Villa Flora waren grote, wisselende bloemen- en plantententoonstellingen van de Nederlandse glastuinbouw te zien. Er was ook een bloemenveiling, waar men kon bieden op eigen bloemen en een bloemenkunstwerk kon leren maken. In het gebouw was verder het Restaurant Villa Flora gevestigd, gespecialiseerd in soepen, sandwiches en biologische salades. Het imposante volgens het Cradle to Cradleprincipe gebouwde glazen kasachtige gebouw van ruim dertig meter hoog en een totale grondoppervlakte van 7.500m² bestaat nog steeds en is een toonbeeld van duurzaamheid en water- en energiebesparing. In het gebouw waren te zien:
- greenEmotion, een binnenshow van bloemen en planten met inspirerende arrangementen in verschillende leef- en stijlwerelden voor thuis of op het werk. Voor kinderen was er de "Snoepboom": een boomhut vol groene snoepjes. Volwassen konden in de "Groene School" hun kennis op het gebied van bloemen en planten ophalen. Het centrale hart van de show was het "greenEmotion Theater", waar dagelijks toparrangeurs en bloemisten bezig waren met de opbouw van de wisselende exposities, afgewisseld met muzikale en theatrale optredens.

- Wereldpaviljoen, waar op een interactieve manier aandacht werd geschonken aan thema’s als de acht millenniumdoelstellingen en eerlijke handel. Er is een schooltje nagebootst waarin doorlopend een documentaire wordt vertoond van een jongen en meisje uit Nicaragua die zich hebben onttrokken aan de kinderarbeid en via onderwijs succesvolle tuinbouwondernemers zijn geworden. In 2014 kreeg het Wereldpaviljoen in Steyl een permanente locatie.

- Taiwan of TFEA (Taiwan Floriculture Exports Association) toonde de rijke bloemencollectie van het eiland, waaronder een bloementoren in de vorm van de wolkenkrabber Taipei 101.

- Bhutan is uiterst vooruitstrevend waar het gaat om zorg voor het milieu en menselijk welzijn en omarmde als eerste land de Cradle to Cradle-principes. Het bruto nationaal geluk is er belangrijker dan het bruto nationaal product. Dit was de boodschap die het land op de Floriade wilde uitdragen.

- Het Israëlische paviljoen liet niet alleen de innovaties en prestaties van het land op het gebied van tuinbouw, landbouw en waterbeheer zien, maar toonde ook op een enorme wereldbol met welke landen Israël connecties heeft op tuinbouwgebied. Op grote aanraakschermen kon men zelf denkbeeldige groenten, fruit of bloemen ontwikkelen. In Villa Flora waren verder ook de inzendingen van Bolivia, Noord-Korea, Filipijnen, Japan, Marokko, Thailand, Mexico, Rusland en Colombia te zien.

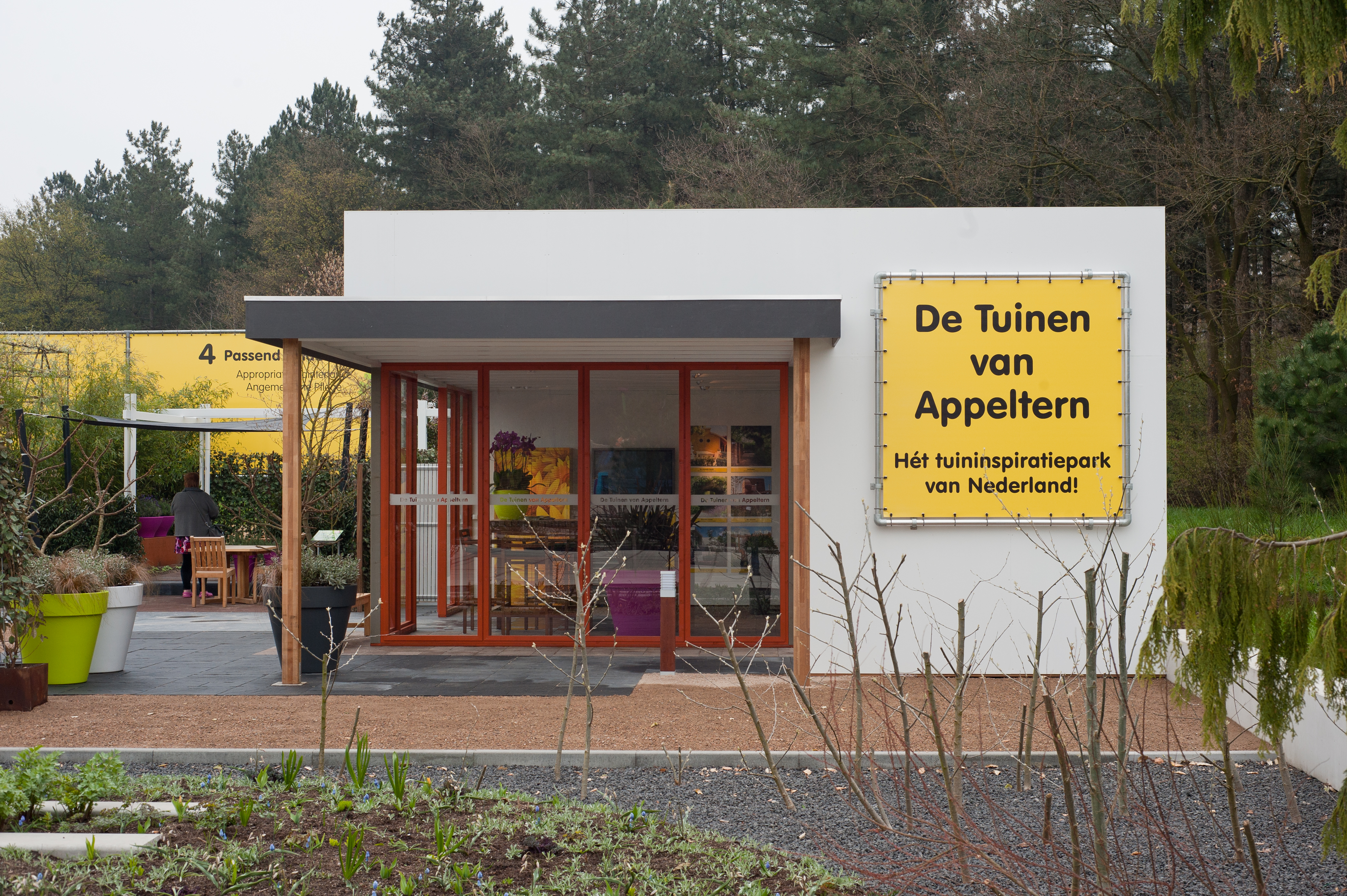
Tuingeluk voor iedereen! van de Tuinen van Appeltern

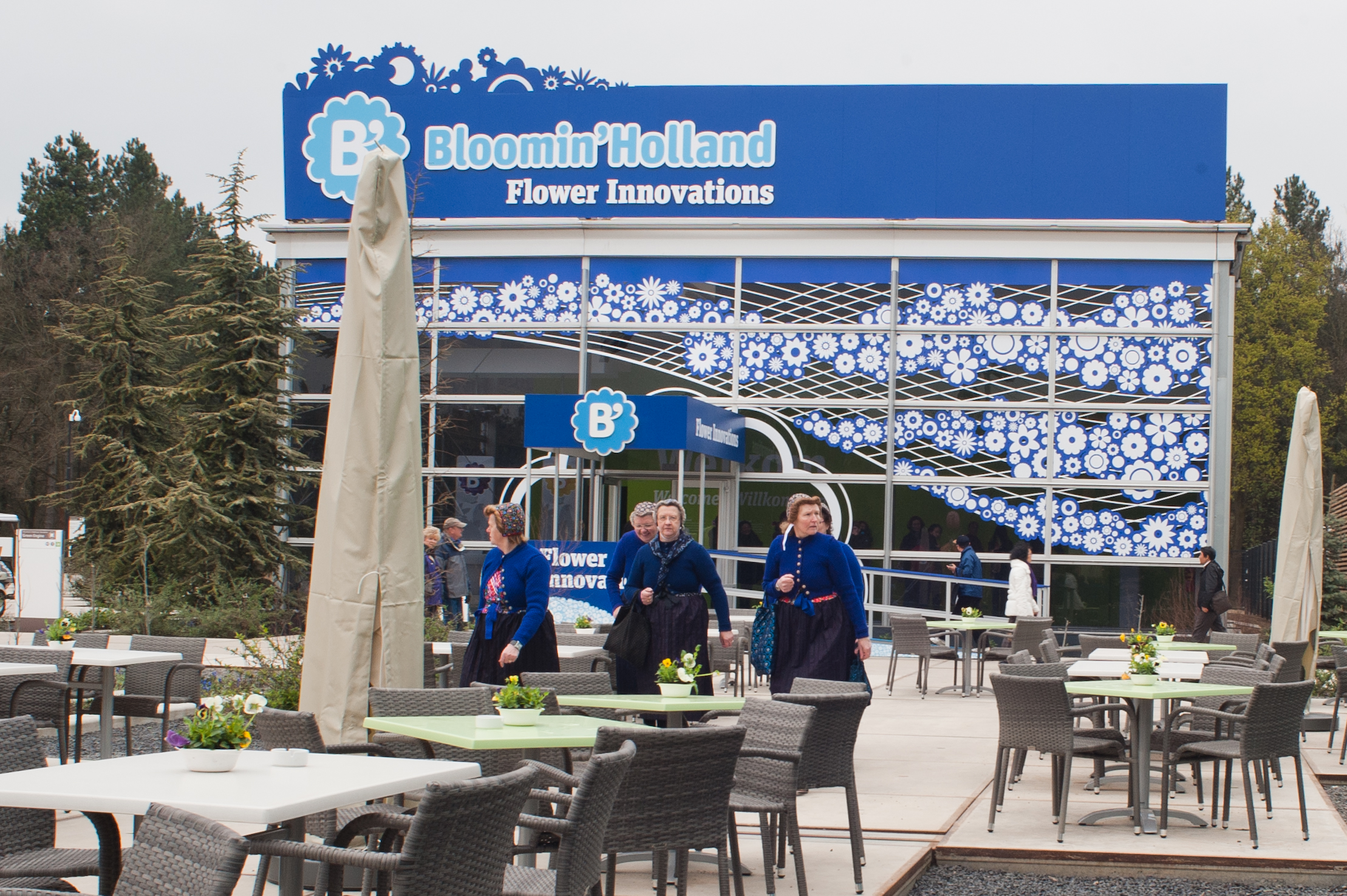
Bloomin' Holland-paviljoen

- Tuingeluk voor iedereen! was het eerste paviljoen buiten Villa Flora en lag recht voor het glazen gebouw. Het was een project van tuininspiratiepark de Tuinen van Appeltern, waarin ze wilden laten zien dat het ultieme tuingevoel kan bijdragen aan de duurzaamheid van de directe leef- en woonomgeving. Er waren vier modeltuinen en een informatiepaviljoen over de modeltuinen en de Tuinen van Appeltern. De vier tuinen waren ingericht op basis van de vier tuingeluk-voorwaarden: een goede verhouding tussen groen en verharding, een combinatie van hoog en laag, rust en privacy en niet te veel tuinwerk. Door bij elke tuin steeds een tuingelukvoorwaarde toe te voegen ontstond in vier stappen de ideale tuin. Elke bezoeker kon zo in één oogopslag zien hoe duurzaam tuingeluk ontstaat. Daarnaast was er informatie te vinden over het modeltuinencomplex in het Land van Maas en Waal.

- Het 7922 Groenondernemers Werkpaviljoen lag ernaast en tussen de twee paviljoens lag de weg naar het Environment-gebied. In het werkpaviljoen transformeerde de omgeving onder de ogen van de bezoeker in een groene werkplek met planten, struiken en bomen. Hierdoor ondervond men heel direct de meerwaarde van groen op de werkvloer.
- Daarnaast stond het Bloembollenpaviljoen van NL Flower Bulb Sector. Hier werd met behulp van muziek, spel, filmbeelden en geuren het verhaal van de bloembol verteld. De torenhoge uitschuifbare tulp was al van verre te zien.
- Duurzame Tuinen - Tuinen van liefhebbers over duurzaamheid was een initiatief van Groei & Bloei, waarin tuinliefhebbers werden opgeroepen een tuin van 6x10m te ontwerpen met als thema duurzaamheid. De tuinen van de vier winnaars waren op de Floriade te bezichtigen. Dit waren Stap voor stap naar duurzaamheid, waarin de duurzaamheidsfilosofie werd uitgebeeld met een kunstwerk dat de zorg van de mens voor de aarde symboliseert en muurtjes die de barrières in het duurzaamheidsstreven verbeelden. Met een gieter de tuin rond propageerde het nuttig gebruik van regenwater. De glooiende tuin stond in het teken van hergebruik van afgedankte materialen en de Watertuin was een tuin met paadjes en riviertjes die het regenwater opvingen.
- De 1000 m² grote Duurzame tuin van NL Label, een samenwerkingsverband van tuinarchitecten Nico Wissing en Lodewijk Hoekstra, toonde voorbeelden om met de nieuwste materialen en technieken duurzaam bezig te zijn met de tuin en zo de eigen ecologische voetafdruk te verkleinen. De elektrische auto kon worden opgeladen onder een met zonnepanelen volgelegde carport en op het dak van het tuinhuis werden groenten en kruiden gekweekt. In de tuin, met buitenkantoor, stonden zonnecollectoren, een zonneoven en lampen die hun energie van de wind of algen kregen.[7]
- In de Easy Prairie Garden werden de natuurwetten van de Noord-Amerikaanse prairies toegepast. Door gebruik te maken van diepgewortelde planten in combinatie met lavagesteente als toplaag op de bodem verkrijgt men een eenvoudig vormgegeven tuin met een natuurlijke uitstraling waar maar weinig tijd aan hoeft te worden besteed. De beplanting van dit type tuin is het gehele jaar door kleurrijk. Tussen dit paviljoen en het volgende liep de weg naar het Relax & Heal -gebied.
- Het paviljoen Bloomin’ Holland toonde in drie ruimtes de innovaties in de sierteeltsector. In de expositieruimte kon de bezoeker de nieuwste verbeteringen en vondsten op sierteeltgebied ontdekken. In de laatste ruimte was het "Bloemknoppenballet" te zien; op muziek dansende robotbloemen voor een fleurige achtergrondprojectie. Het was de bedoeling dat het paviljoen een voorproefje zou zijn van een gelijknamig themapark dat in 2014 bij Aalsmeer zou verrijzen, maar dit project stierf een stille dood.[15]

### Relax & Heal

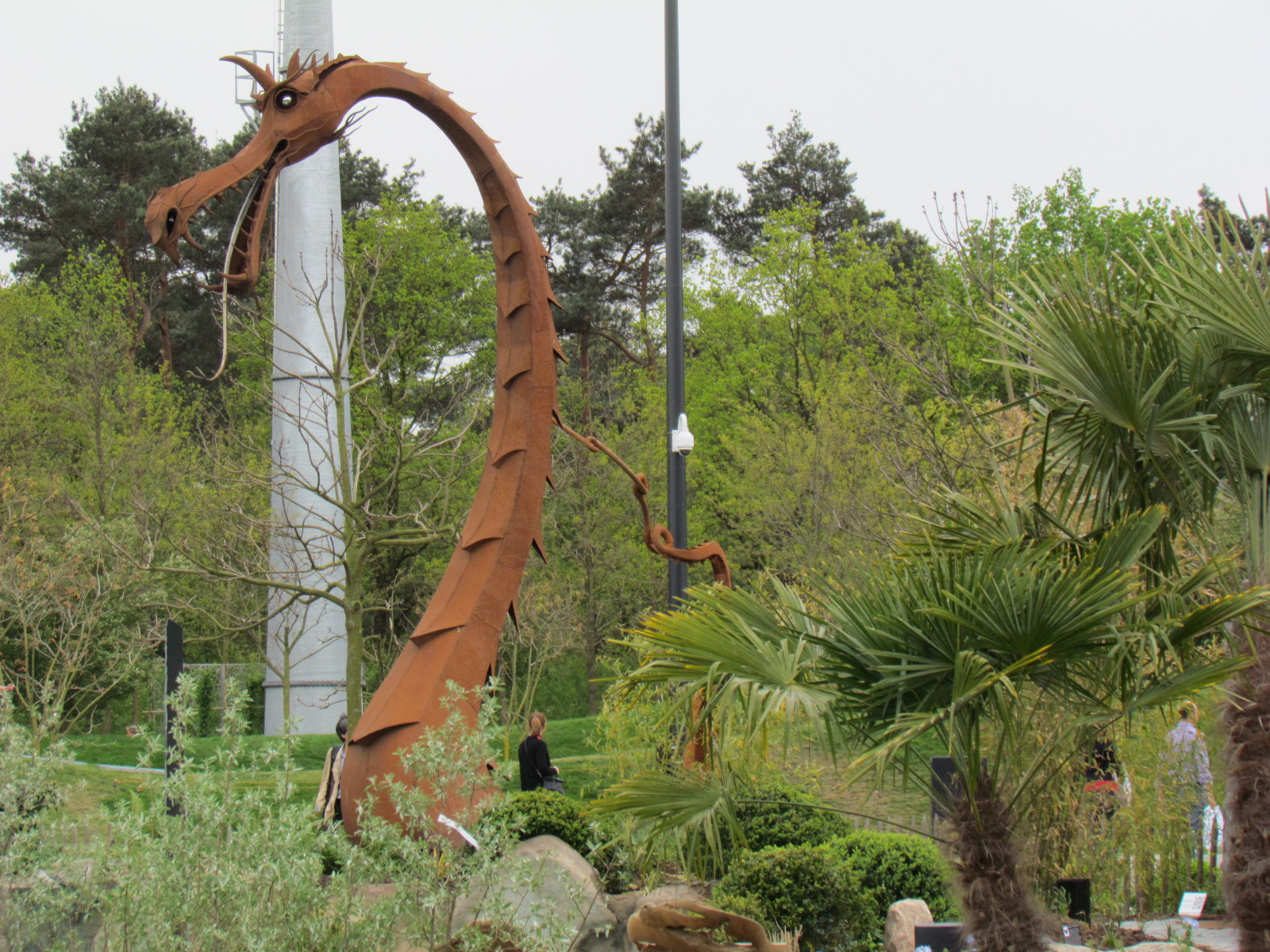
Healing Dragon

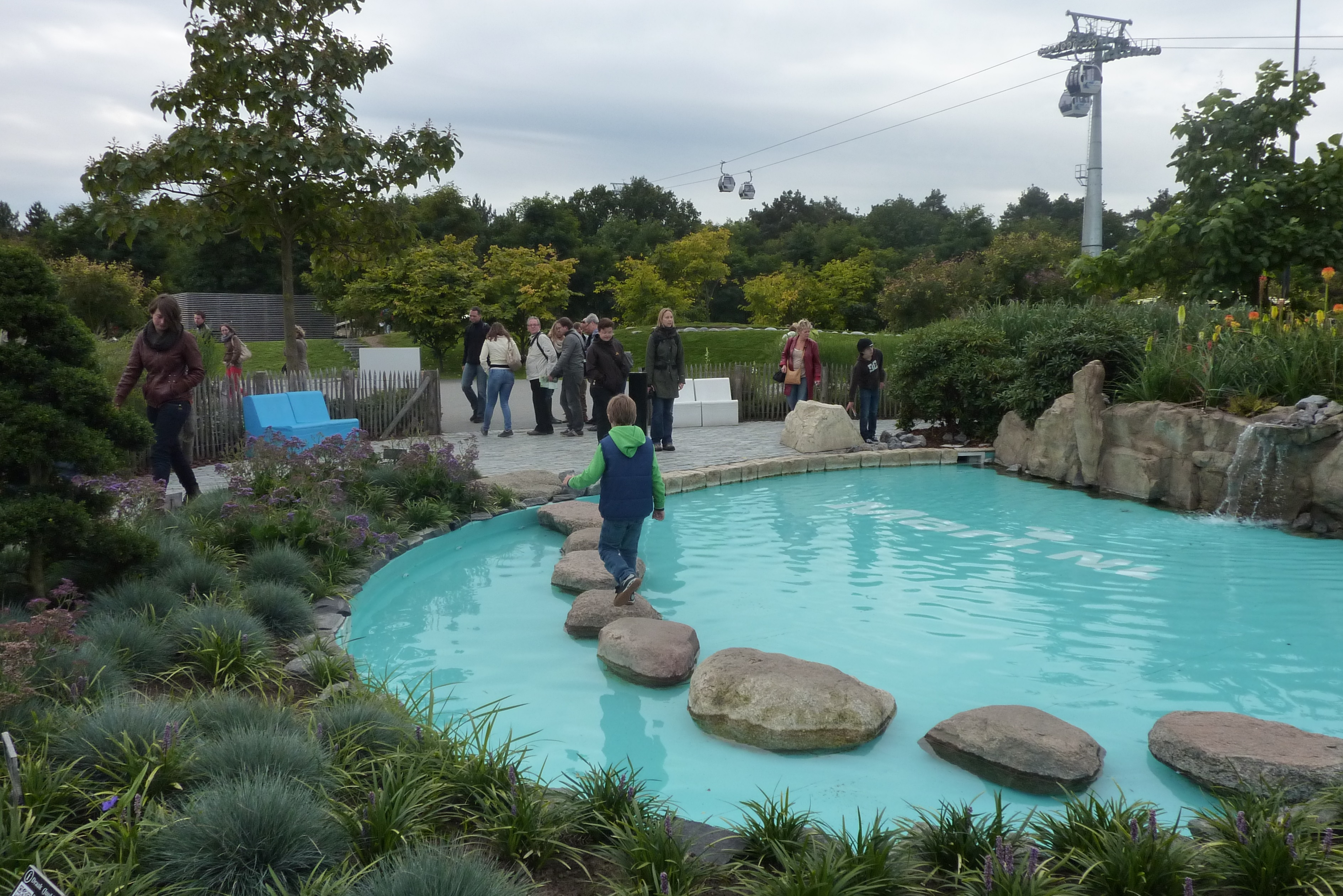
Stapstenen bij de Healing Dragon

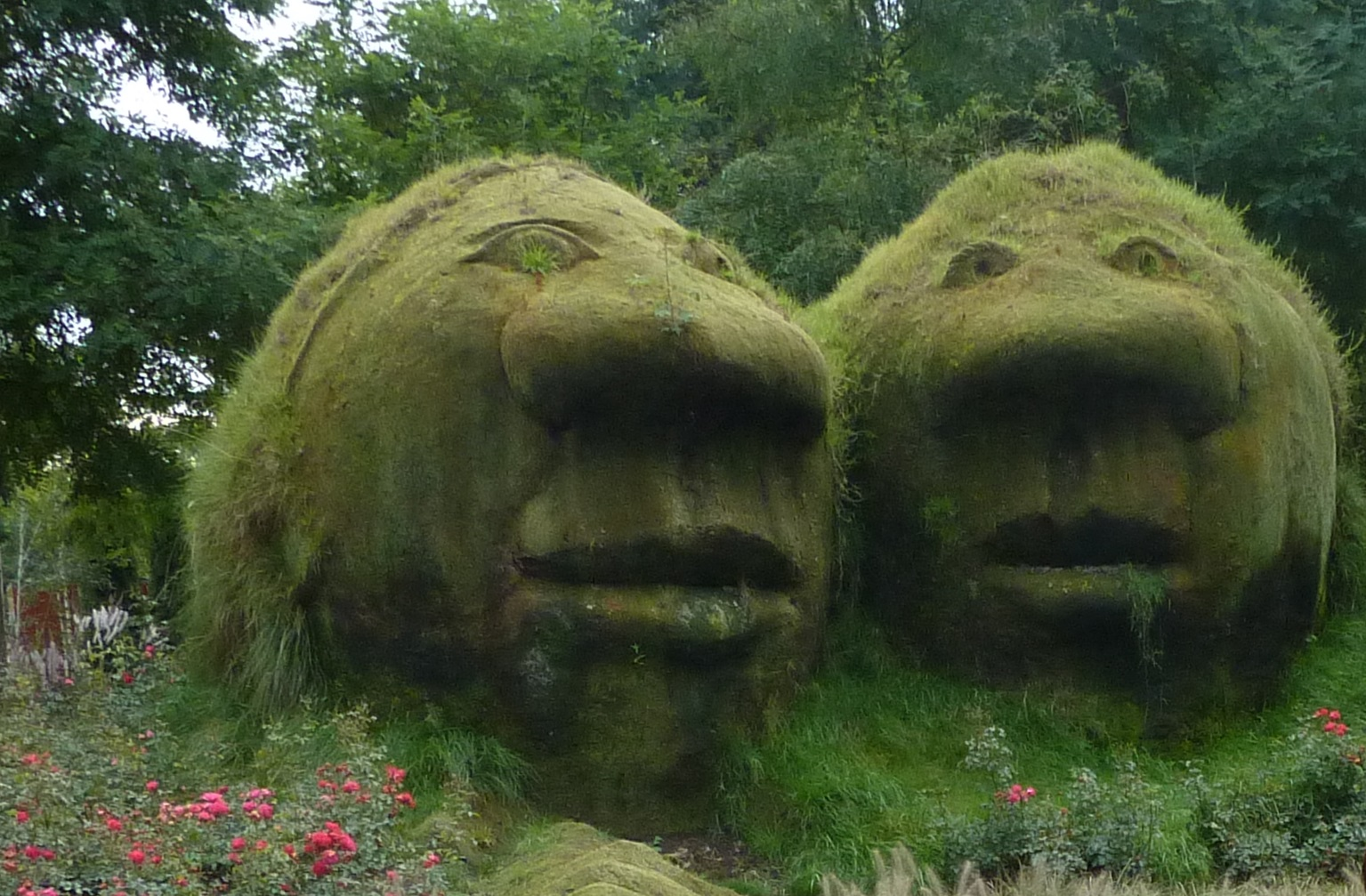
Sjer Jacobs, Liggend rond het water

In het organisch vormgegeven Relax & Heal-gebied stond het belang van tuinbouw voor een gezond leven centraal. Het was een wereld in Aziatische sferen, die de bezoeker in balans met de natuur moest brengen. Hier kon men met alle zintuigen ervaren hoe de natuur gezondheid, welzijn en gevoel beïnvloedt. Geneeskrachtige kruiden, theerituelen, een blotevoetenpad en spa-achtige sferen bezorgden iedere bezoeker een bijzondere yin-yang-ervaring. De kabelbaan Gondola eindigde achteraan dit gebied.
- Relax in the City, gelegen aan de voet van de kabelbaan, was het stadspark van de Floriade. Vrolijke bloemen, planten, hagen, bomen en struiken maakten van het park met vele bankjes om even uit te rusten een spectaculair kleurenpallet.
- The Healing Dragon zet negatieve energie om in genezende energie. De Chinese draak is van oudsher het teken van de Chinese keizer; het is een gunstig teken dat staat voor geluk en verandering. Bij de vuurspuwende draak lag een blotevoetenpad.
- Restaurant ZEN was een restaurant in de Aziatische sfeer, met onder andere Thaise gerechten, Japanse snacks, gezonde vruchtensappen en verse muntthee. Voor het restaurant lagen een door de Nederlandse koivereniging NVN[7] aangelegde Japanse vijvertuin van 600m², een yin-yangtuin en de Feel Good Garden; een energetische tuin, aangelegd vanuit de wetenschap dat energie en straling voor een groot gedeelte de sfeer in de tuin bepalen.
- In de stand van EPEA of EPEA Internationale Umweltforschung GmbH konden de bezoekers alles leren over het Cradle to Cradle-concept en hoe dit wereldwijd werd vertaald in producten en processen.
- Bij It’s a tasty World werd elk proces van de voedselketen doorlopen, van productie, verwerking en conservering tot toelevering naar de winkels om het eten efficiënt, gemakkelijk en veilig bij de mensen te krijgen. Er werd verklaard hoe de verschillende zintuigen, maar ook regionale en culturele achtergrond beïnvloeden of iets lekker wordt gevonden. Er werden vragen gesteld als: wat is de relatie tussen kleur en voeding, wat eten astronauten in de ruimte en wat eten we in de toekomst? De 300m² grote belevingswereld, een samenwerking tussen wetenschap en bedrijfsleven, belichtte alle verschillende facetten van voeding.
- Home of health and Happiness had een oppervlakte van 1.600m² en bestond uit twee droomhuizen binnen een groene, inspirerende omgeving. Het trendy eerste huis omvatte onder meer een organische zwemvijver, een waterbron, een groene apotheek met medicinale planten, een Finse sauna en een ruimte voor eventuele buitenmassages. Het tweede huis bood daarentegen een rustige leefruimte, een huis waar het inspirerende aspect van de natuur in relatie tot het dagelijks leven duidelijk in beeld werd gebracht.[7]
- It's a Gift was een initiatief van de Raad van Kerken in Nederland. Langs het pad tussen de gebieden Relax & Heal en Green Engine stonden bomen met grote rode strikken. Nieuwsgierige bezoekers kregen hier een kaart met de tekst It's a Gift en een groot spiegeloppervlak, met klein daaronder "from God". Het nodigde uit om eens naar jezelf te kijken en hiervoor stond er ook een grote spiegel. Als men een e-mailadres invoerde werd hier een foto van de bezoeker gemaakt, die de foto dan per mail ontving.
- Unique Outdoor Moments was de bijdrage Garten & Pool uit het Duitse Langenfeld en toonde ontwerpen voor een persoonlijke outdoor spa-ervaring in een gevoelvol tuinontwerp, waarbij een zwembad, bubbelbad of sauna ook in een kleine tuin gerealiseerd kan worden.
- Liggend rond het water was de inzending van de bekende Limburgse beeldhouwer Sjer Jacobs. Het was een levend kunstwerk met de natuur als materiaal. Geboetseerd met kleipotgrond en aangekleed met bloemen en struiken. Een tuin compleet met banken en paden om in te wandelen en te dromen.
- Attractiepark Toverland had een stand waarin een van de boomstammen van boomstamattractie Expedition Zork als fotopunt was ingericht. Tussen de stand van Toverland en de beelden liep een weg naar het gebied Education & Innovation.

### Education & Innovation
Education & Innovation ging over de wisselwerking tussen enerzijds tuinbouw en anderzijds innovatie en onderwijs. Het was een wereld van strakke lijnen en wisselende perspectieven als symbool voor de manier waarop we naar de toekomst kijken, steeds vanuit een andere hoek. Midden door dit gebied was een lange lindenlaan aangelegd. De paviljoens inspireerden door bijzondere ideeën en innovaties, met eigen creaties van groenten en fruit.
- Power of Nature was de eerste inzendig op het themaveld. Hier werd een 3D-film van Oxfam Novib getoond, waarin men de kracht kon ervaren van de tropische cycloon Nargis, die in 2008 Myanmar teisterde.[16] Na de film kon een foto worden gemaakt met een wenslampion, die daarna online kon worden verstuurd.
- Daarachter lag Tropical Treasures, een enorme tropische broeikas van 1.700m², waar de flora en fauna werd getoond van landen als Indonesië, Thailand, Gambia, Kenia, Ethiopië en Mexico, waar een tropische rivier dwars doorheen liep. In de broeikas kon men de vegetatie en soortenrijkdom van de tropen zelf ervaren.[5] Kinderen konden in deze door de landschapsarchitect van Center Parcs ontworpen tropische schatkamer codes kraken, raadsels oplossen en opdrachten vervullen om de koning van de jungle te vinden.
- Het Huis van de Smaak was het volgende paviljoen, een inzending van de groente-, fruit-, en champignonsector. In het paviljoen vertelden zes grote "vruchtbollen" hun verhaal, waarna in een marktachtige omgeving verse producten werden gepresenteerd. Hier werden ook de nieuwste innovaties uit de groente-, fruit- en champignonsector getoond. In het "Kokkerelli Proeftheater" konden kinderen samen met koks lekkere hapjes met groenten, fruit en champignons klaarmaken. Daarnaast waren fruitbomen, vollegrondsgroenten, aardbeien en blauwe bessen aangeplant rondom een centraal plein met picknickplekken. Een uit de grond oprijzende aspergetunnel diende als presentatie voor asperges. De route eindigde bij Restaurant the Greenhouse, waar in een kasgebouw typisch Nederlandse gerechten met groente, fruit en champignons werden geserveerd.

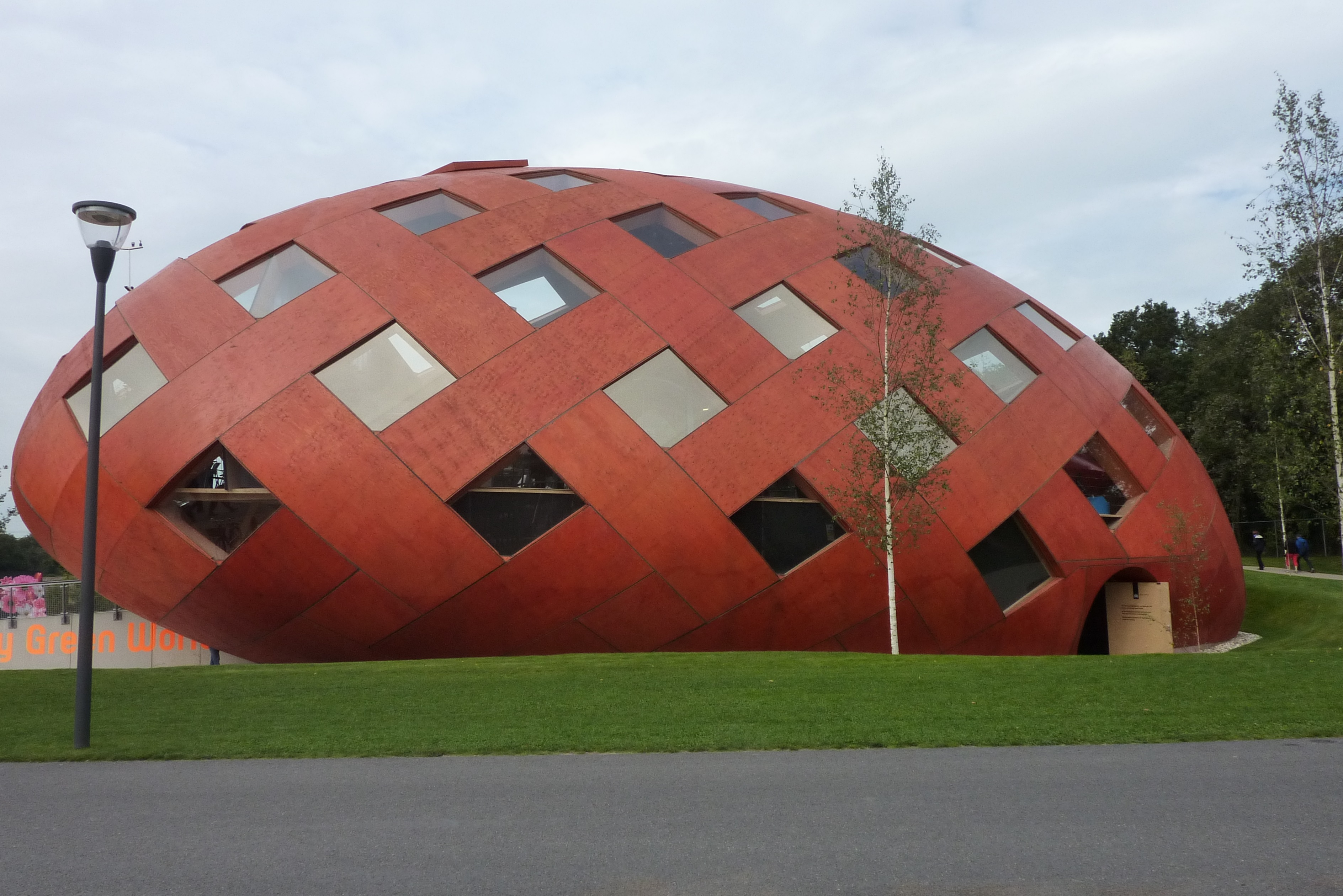
Nederlands paviljoen My Green World

- My Green World lag achteraan het themaveld. Het opvallende Nederlandse paviljoen werd gebouwd in opdracht van de ministeries van Landbouw, Natuur en Voedselkwaliteit en Infrastructuur en Waterstaat en was qua energie volledig zelfvoorzienend. Het Cradle to Cradle-ontwerp bestond uit een zelfdragende duurzaam geproduceerde vurenhouten schil met daarin hellingbaanvloeren. Het vijftien meter hoge ellipsoïde gebouw had de vorm van een ontkiemend boontje of zaadje, wat verwijst naar ontkieming in relatie met innovatie en daarvoor licht, lucht, warmte en water nodig heeft. De oranje oppervlaktebehandeling beschermde het gebouw tegen weersinvloeden en verwees naar de nationale kleur van Nederland. De 49 raamopeningen zorgden voor voldoende licht overdag, 's avonds werd energiezuinige ledverlichting gebruikt. De bezoeker liep samen met het water het gebouw in. Vervolgens daalde deze langzaam af langs de vier thema's: My Green Life (waterbeheer), My Green Lab (algenkweek), My Green Gate (logistiek) en My Green City (duurzaamheid). Boomkwekerij Klanderman uit Halle verzorgde de boomaanplanten bij het rijkspaviljoen.
- Het Biobased Kidshouse naast het Nederlandse paviljoen was volledig gemaakt uit groene bouwmaterialen. Alle onderdelen van het speelhuis waren gemaakt van natuurlijke grondstoffen zoals landbouwafval, hennep, boomschors en aardappelschillen, waardoor het huis volledig recyclebaar was.
- Ulmus et Emergo was het eerste paviljoen aan de noordzijde van de lindenlaan. De tuin van boomkwekerij de Bonte Hoek uit Glimmen vertelde het verhaal van de Iep (Ulmus). In de 20e eeuw verdween door de iepenziekte het merendeel van de iepen uit het straatbeeld. Na intensief onderzoek werden hoogresistente iepenrassen ontwikkeld die deze beruchte schimmelziekte kunnen overleven. Er werd verklaard dat er een cultuurhistorisch belang is om de Nederlandse iep te behouden. Deze boom is zelfs na zijn dood nog bruikbaar: iepenhout is van hoge kwaliteit en wordt onder andere gebruikt voor designmeubels, van het schors wordt touw gemaakt en het blad kan worden gebruikt als veevoer.

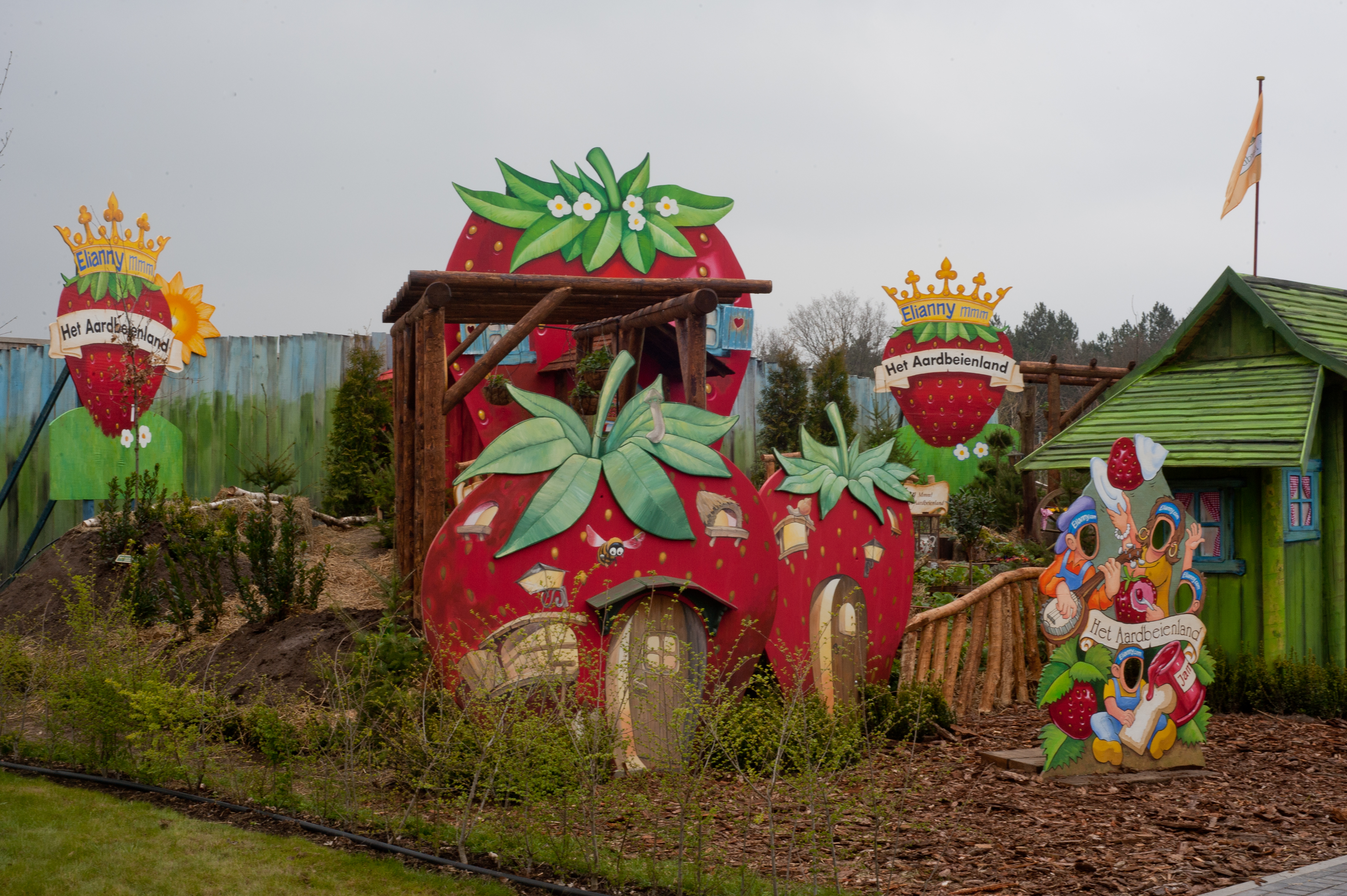
Aardbeienland

- De smaak van Aardbeienland was de inzending van themapark Aardbeienland. In het vier meter hoge paviljoen kon men meer leren over het smaakvolle "zomerkoninkje", aardbeien proeven van de Aardbeienprinses en was er aandacht voor het nieuwe aardbeienras "Elianny" en het themapark in Horst.
- Wilde Weelde Wereld: Wilde Weelde is een vakvereniging van samenwerkende ontwerpers, hoveniers, kwekers, boomverzorgers en leveranciers van verantwoorde tuinmaterialen. Zij hadden op de Floriade een dier- en natuurvriendelijke tuin aangelegd, waarbij samenwerken met de natuur en verantwoord omgaan met materialen, bodem en water leidt tot meer leven, verwondering en harmonie in de tuin. De tuin won de eerste prijs in de categorie Garden en Landscape Design op de Floriade.
- At the Foundation of Growth van BVB Substrates was een opengewerkte beplante heuvel, waar de bezoeker van onderuit de wortelgroei in de verschillende substraten kon bekijken.
- Cradle to Cradle Base Camp of C2C Base Camp van Citaverde College was een huttenbouwactiviteit met Cradle to Cradle-materialen voor kinderen. In het paviljoen werd de film "Get loopy" vertoond, waarin het idee van Cradle to Cradle op een voor kinderen toegankelijke manier in beeld werd gebracht.
- De Smood Smart Food Factory was een inspirerende voedselfabriek van de Noord-Limburgse gemeenten Bergen, Gennep en Venray en twaalf bedrijven op het gebied van tuinbouw en techniek. Men toonde bezoekers hoe Noord-Limburgse groenten en fruit met innovatieve technieken uit dezelfde regio werden verwerkt tot nieuwe, slimme en gezonde producten. In deze voedselfabriek werd men rondgeleid langs de productielijn, waarbij regionaal gemaakte producten en machines werden getoond. Aan het einde van de lijn kon men deze natuurlijke producten zonder kunstmatige toevoegingen zelf proeven.
- Bee for the World was het bijenpaviljoen van de Nederlandse Bijenhoudersvereniging, waarin de relatie tussen de mens en de bij centraal stond. Het paviljoen lag in een bloemvormige tuin en was onderverdeeld in verschillende zones, waarin de bezoekers de wereld vanuit het gezichtspunt van de bijen konden zien. Na uitleg over het belang van bestuiving liep men eerst door de bloemen, om daarna op te stijgen naar de bloesem van bomen en te eindigen in een bijenkast. Hierbij kreeg men een scanner mee. Hierbij kon gekozen worden tussen stuifmeel of honing. Met deze scanner moest men dan de barcodes met het gekozen symbool scannen om stuifmeel of honing te "verzamelen". Aan het eind van het parcours, in de bijenkast kon de scanner worden uitgelezen en kreeg men een bonnetje mee waarop stond hoeveel stuifmeel of hoeveel honing er was verzameld. Na de Floriade kreeg het paviljoen een nieuwe bestemming als imkerij in de Tuinen van Vaeshartelt.
- De kapel in het hart van Europa was de Tsjechische inzending. De grote houten sculptuur van beeldhouwer Vaclav Fiala was bedacht als symbool van verzoening. Daarnaast lag het houten paviljoen van Slowakije. Daar weer naast lag de Griekse tuin, waarin de Griekse natuur centraal stond.
- Close 2 Green, Closer 2 Life was het paviljoen van de Nederlandse Boomkwekerijsector. Hierin stond slechts één boom: een plataan als symbool voor de Yggdrasil, de wereld-, levens- en kennisboom uit de noordse mythologie. Om deze boom lagen vier jaarringen; deze symboliseerden van buiten naar binnen afzet, innovatie, vakmanschap en duurzaamheid. Afzet toonde de boomkwekerijproducten zoals de hele wereld over gaan. Innovatie toonde automatisering, robotisering en de ontwikkeling van meer resistente rassen en genetische modificatie. Vakmanschap toonde elke maand een ander facet van het vakmanschap van de boomkweker. De binnenste jaarring stond helemaal in het teken van duurzaamheid. De boomkwekerijsector was ook verantwoordelijk voor de honderden verschillende bomen in de Allee der Tuinculturen in themagebied Environment, de indrukwekkende laan van leilindes op Education & Innovation en de bebossing aan de achterzijde van het Floriadetheater.

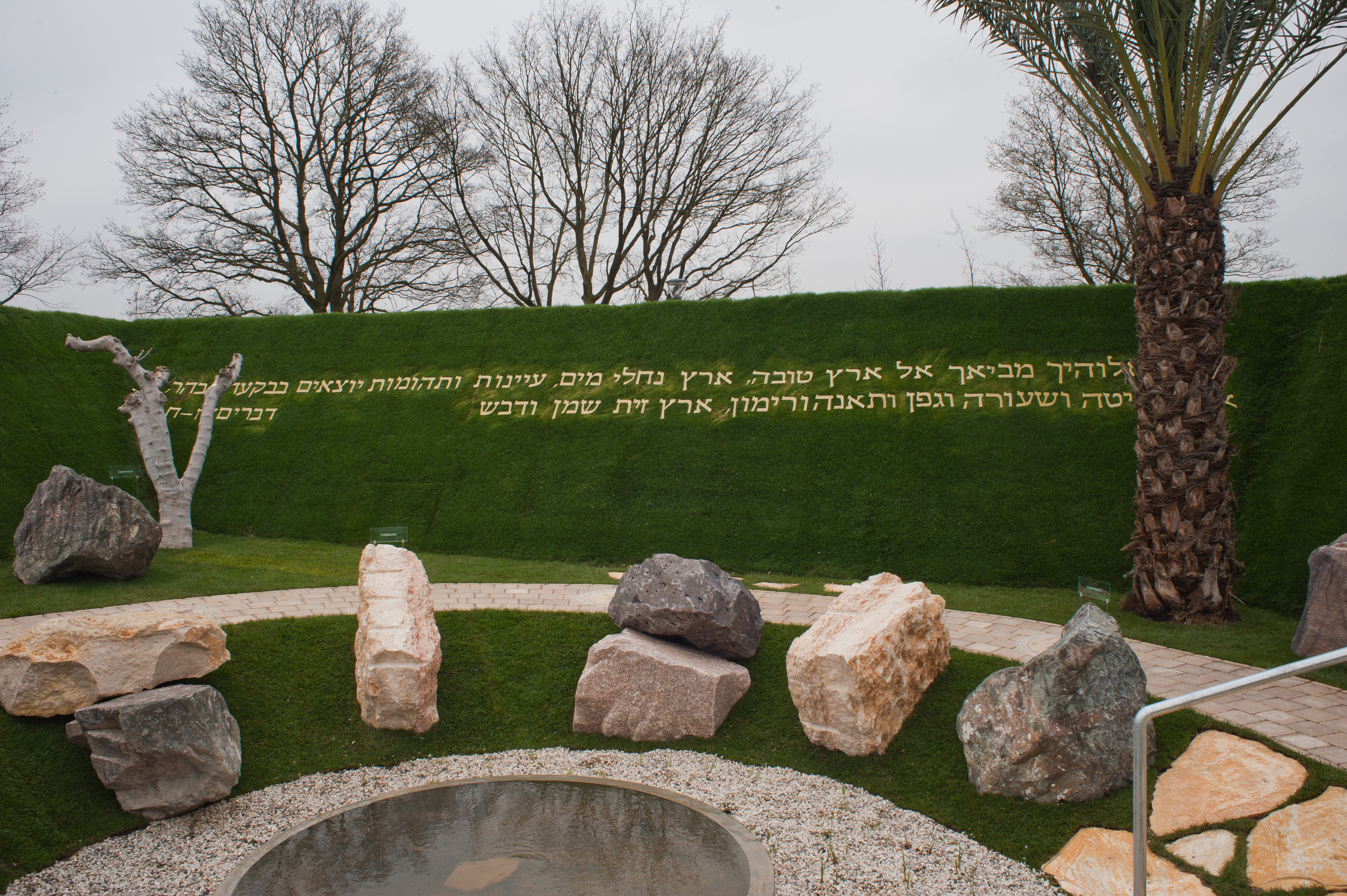
Israëls Hidden Garden

- Choices! was de inzending van een samenwerkingsverband van hoveniers-, groenvoorzienings-, boomteeltbedrijven en gemeenten in Zuid-Nederland. Op een oppervlakte van 1600 m² kon men via een doolhof van paden zelf de tuin- en landschapselementen kiezen om een eigen groenruimte te ontwerpen. Aan de hand van de gekozen elementen werd bepaald in welke tak van het groenvak men het best zou passen. De looproute eindigde in een paviljoen waar een expositie te zien was.
- In de Hidden Garden of verborgen tuin van Israël stonden de zeven vruchten van het Heilige Land centraal: tarwe, gerst, dadels, druiven, vijgen, granaatappels en olijven. De zes rotsen, tevens zitmeubels, kwamen uit zes locaties die voor het land belangrijk waren en stonden symbool voor de zes punten van een davidster. In de tuinpaden waren kopieën te zien van mozaïek van meer dan 2000 jaar oud. Verder was er een innovatief systeem te zien waarbij regenwater op alternatieve wijze werd gezuiverd zonder gebruik van kunstmatige energie en chemicaliën.
- Select and Collect was de inzending van Den Mulder Boomteelt en Heemskerk Vaste Planten. In de kwekerij konden bezoekers zien hoe het proces van oculeren werkt, waarbij bomen op een natuurlijke manier vermeerderd kunnen worden. Er was ook te zien hoe nieuwe vaste planten via een speciaal kruisings- en veredelingsprogramma gecreëerd werden. In de tuin werden nieuwe innovaties getoond en in het paviljoen was informatie over de bedrijven en hun producten te vinden, die hier in een webwinkel besteld konden worden.

## Bosgebieden

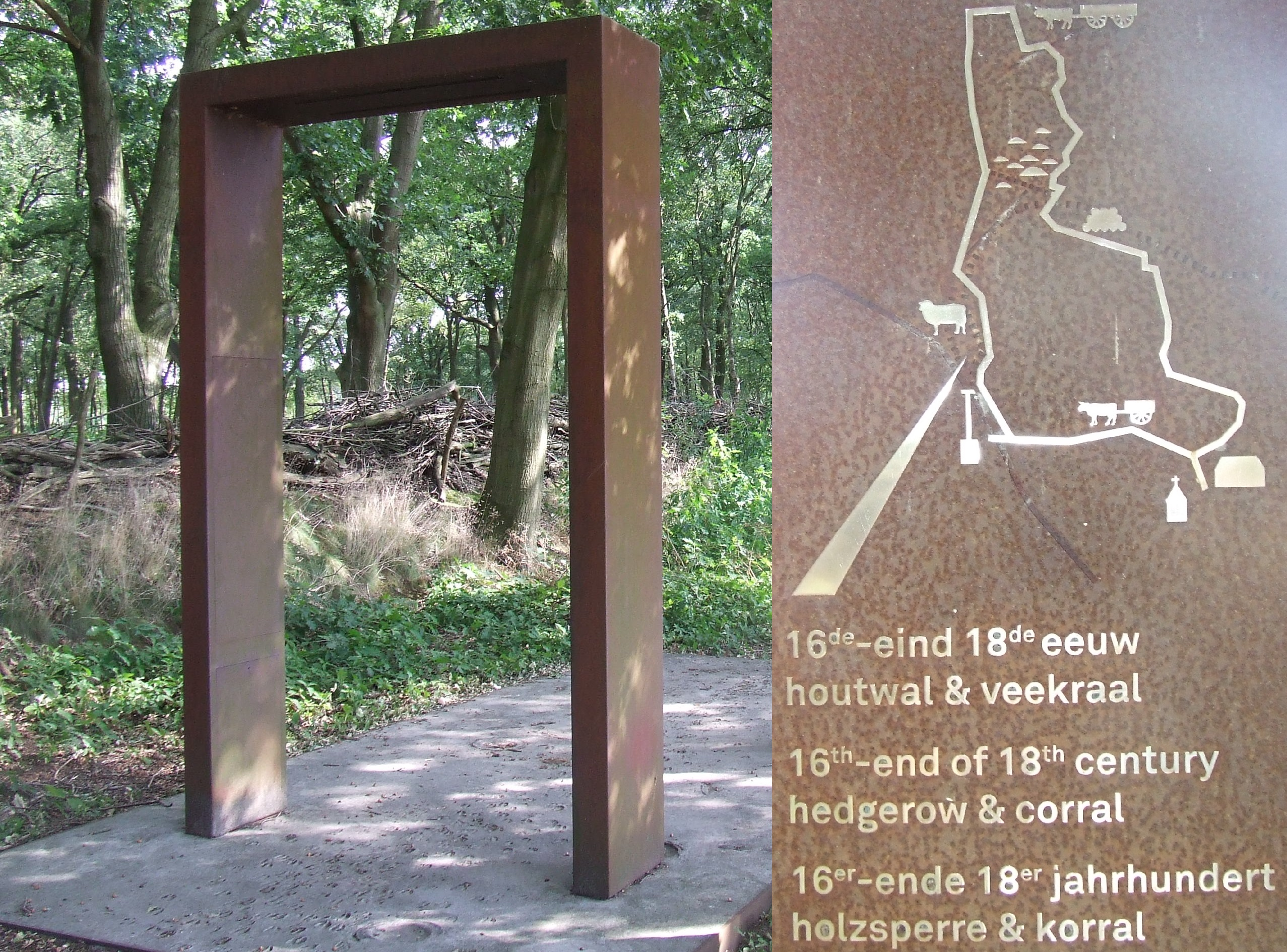
Kunstwerk bij de houtwal en veekraal

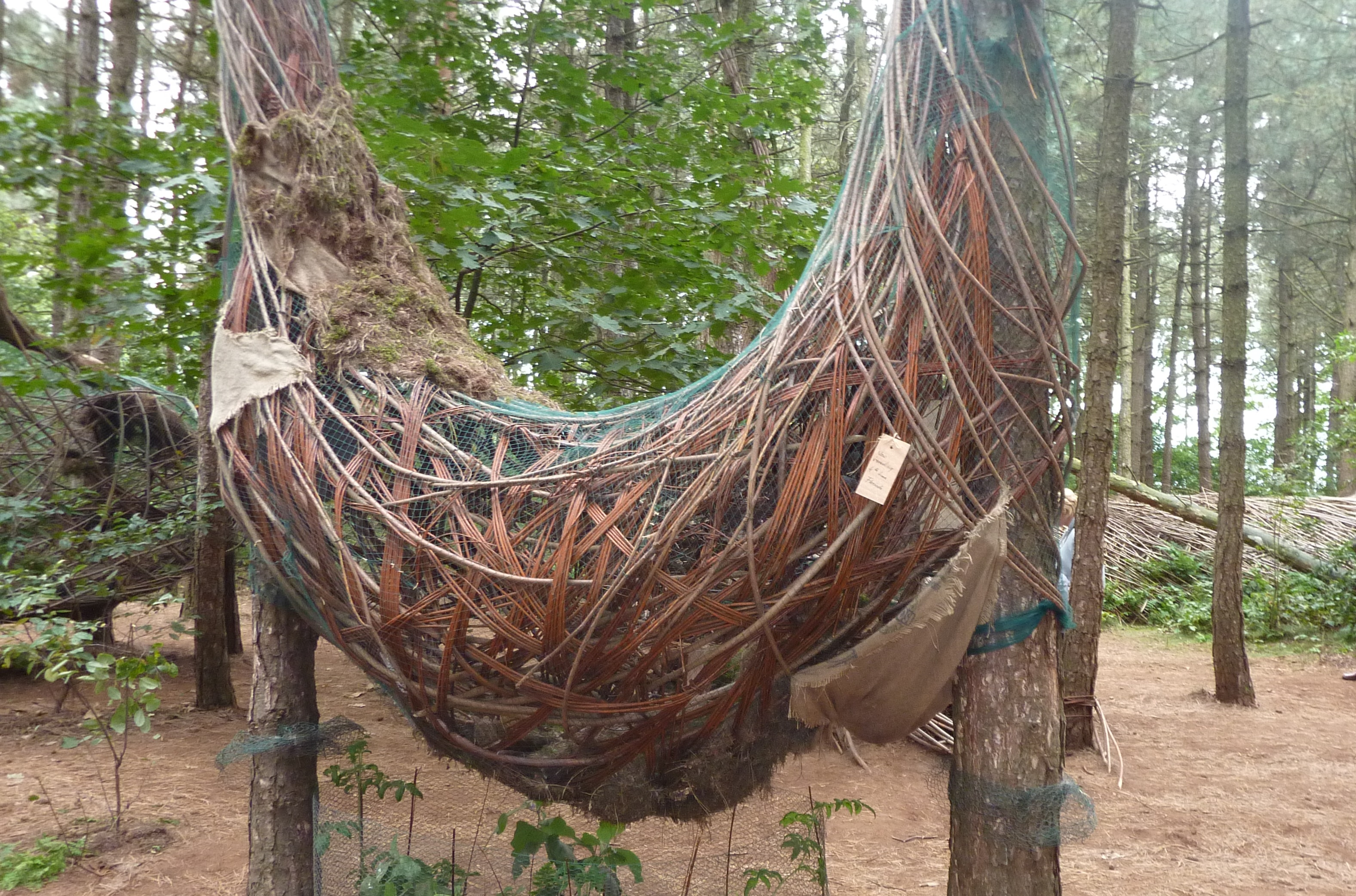
Vlechtwerkkunst van Will Beckers

In de bosgebieden bij de Floriade was een cultuurhistorische route uitgezet, die ook deels over de themagebieden liep. In de noordelijke bossen bevond zich het uit wilgentenen gevlochten dorp van "Wilgenman" Will Beckers. Op eigen verzoek kreeg deze een locatie die ver van de themagebieden verwijderd was, zodat bezoekers moeite moesten doen om hem te vinden. In de bossen tussen de gebieden Green Engine en Education & Innovation waren vormen van wildbreien te zien, streetart waarbij bomen werden ingepakt met breiwerk.

### Cultuurhistorische route
Onder het Floriadeterrein gaat een oeroud landschap schuil, rijk aan cultuurhistorische schatten. Om deze vaak nog nauwelijks herkenbare elementen zichtbaar te maken werd een interactieve wandelroute opgezet. De ongeveer twee kilometer lange route loopt door de bosgebieden van de Floriade langs een achttal oude overblijfselen. De betreffende plekken zijn gemarkeerd met kunstwerken van beton en cortenstaal, met daarop teksten en plattegronden in roestvrijstaal. Alle teksten zijn in het Nederlands, Duits en Engels te lezen. Het startpunt van de route lag bij de Sint-Janshoeve naast de Innovatoren. De oudste relicten zijn de tientallen grafheuvels uit de 3e eeuw v.Chr. tot het begin van onze jaartelling. Een animatiefilmpje toonde ter plekke hoe een crematie in de ijzertijd werd uitgevoerd. De andere punten markeren een veekraal uit de 16e tot 18e eeuw, de plaatselijke Mierbeek van de 13e tot 21e eeuw, een oude handelsroute van de 12e tot begin 21e eeuw, een karrenspoor van de 16e tot 18e eeuw, een oud mijnhoutbos, en de Sint-Janshoeve (1640-1942) en Sint-Janskapel (1430-1810). Deze laatste werd in 1959 herbouwd en staat op het Floriadeterrein.

### Wilgenman
Tijdens de Floriade leefde de Wilgenman of Willowman, alter ego van de Belgische landschapskunstenaar Will Beckers, overdag in zijn zelf gevlochten dorp, met onder andere een gevlochten dom, in het Floriadebos. Er waren diverse natuurlijke sculpturen van hem te zien en ook voor zijn huisdieren maakte hij gevlochten verblijven, waaronder een hangende konijnenkooi. Voor zichzelf vlocht hij drie "druppels"; een slaapkamer, keuken en toilet. Kinderen konden een wilgenvlechtworkshop volgen en hun kunstwerk daarna met een wenskaartje erbij in de wilgentunnel hangen. Op 7 juli 2012 werd de videoclip bij de single Hallo Wereld van Kinderen voor Kinderen op de Floriade opgenomen, grotendeels in het wilgendorp.

## Na de Floriade

### Financiën
De organisatie had van tevoren berekend dat er twee miljoen bezoekers nodig waren om uit de kosten te komen. Dit aantal werd gehaald, maar alleen omdat er meer dan 100.000 vrijkaartjes waren uitgedeeld. Verder vielen de inkomsten uit de horeca tegen omdat enkel duurzaam voedsel werd aangeboden.
Na afloop bleek dat de Floriade een verlies van € 8,9 miljoen had geleden, dat voor rekening kwam voor de vijf deelnemende gemeenten. Door het slechte weer bleven bezoekers minder lang op het park en bovendien kwamen ze vaker met het openbaar vervoer, waardoor € 7,5 miljoen minder binnenkwam dan begroot. De exploitatie van de tentoonstelling bleek bovendien € 1,4 miljoen hoger dan verwacht. Burgemeester Antoin Scholten benadrukte dat daar tegenover stond dat vanwege de extra banen op de Floriade € 1 miljoen aan uitkeringen was bespaard en dat de maatschappelijke baten van de expo voor de regio op € 350 miljoen werden geschat, terwijl voor de aanvang van het evenement was uitgegaan van 440 miljoen. Greenpark Venlo nam in 2013 de investeringen voor tijdelijke voorzieningen over van de Floriade, waardoor het uiteindelijke exploitatietekort op circa 5 miljoen euro uitkwam.

### Infrastructuur

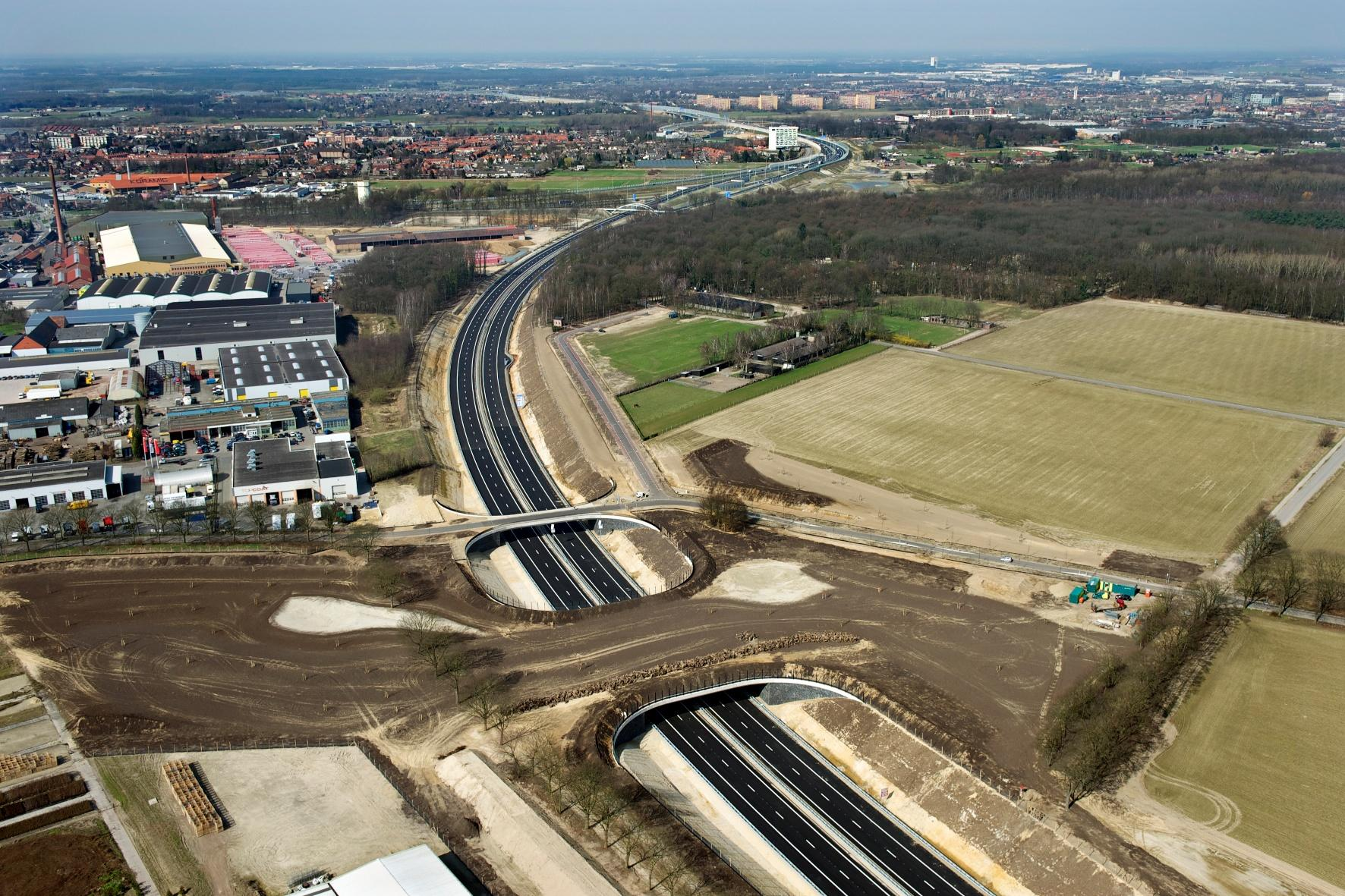
Aanleg van A74

De infrastructuur rond Venlo is verbeterd doordat vanwege de Floriade diverse nieuwe auto- en fietsverbindingen werden aangelegd. Zo werd de aanleg versneld van de A74, de verbindingssnelweg tussen de A73 en de Duitse A61, zodat deze voor de opening van de Floriade gereed zou zijn. Deze autosnelweg werd uiteindelijk opengesteld op 4 april, één dag voor de Floriade begon. Andere nieuwe verbindingen zijn de Greenportlane, de Greenport Bikeway en de Fietsbrug Egypte, die het voor fietsers uit Duitsland makkelijker moest maken om de Floriade per fiets te bereiken. Bovendien werden twee nieuwe gebouwen neergezet, de Innovatoren en Villa Flora, die na de expo in het nieuwe businesspark Greenport Venlo werden opgenomen. De nieuwe wegen worden ontsluitingswegen voor dit bedrijventerrein en bij de aanleg van het ondergrondse leidingnet werd al rekening gehouden met nieuwe bedrijven na de Floriade.

### Handelsbetrekkingen
Floriade 2012 was de eerste Floriade waarbij breed werd ingezet op een uitgebreid business-to-businessprogramma. De Floriade werd door tientallen buitenlandse handelsdelegaties bezocht, waardoor nieuwe handelscontacten werden gelegd en bestaande contacten werden verstevigd. Zakelijke gasten maakten meer dan 10% van het aantal bezoekers uit en er werden 840 zakelijke evenementen georganiseerd. Het Dutch Masters-congrespaviljoen naast de Innovatoren bood plaats aan maximaal zeshonderd personen. Andere locaties die konden worden afgehuurd waren Villa Flora, het Beachclub Restaurant, de Living Nature Lounge en diverse kleinere zalen in de Innovatoren. Na de expo werd het Floriadeterrein deel van Greenport Venlo, dat ook na de Floriade werd bezocht door buitenlandse delegaties. Verder werden de contacten met het Nederlandse diplomatieke netwerk versterkt en werden regionale bedrijven rechtstreeks betrokken bij inkomende en uitgaande handelsmissies. Zowel op bedrijfs- als bestuurlijk niveau ontstond er meer samenwerking tussen de regio Venlo en de Duitse regio Nederrijn.

## Fotoreeks

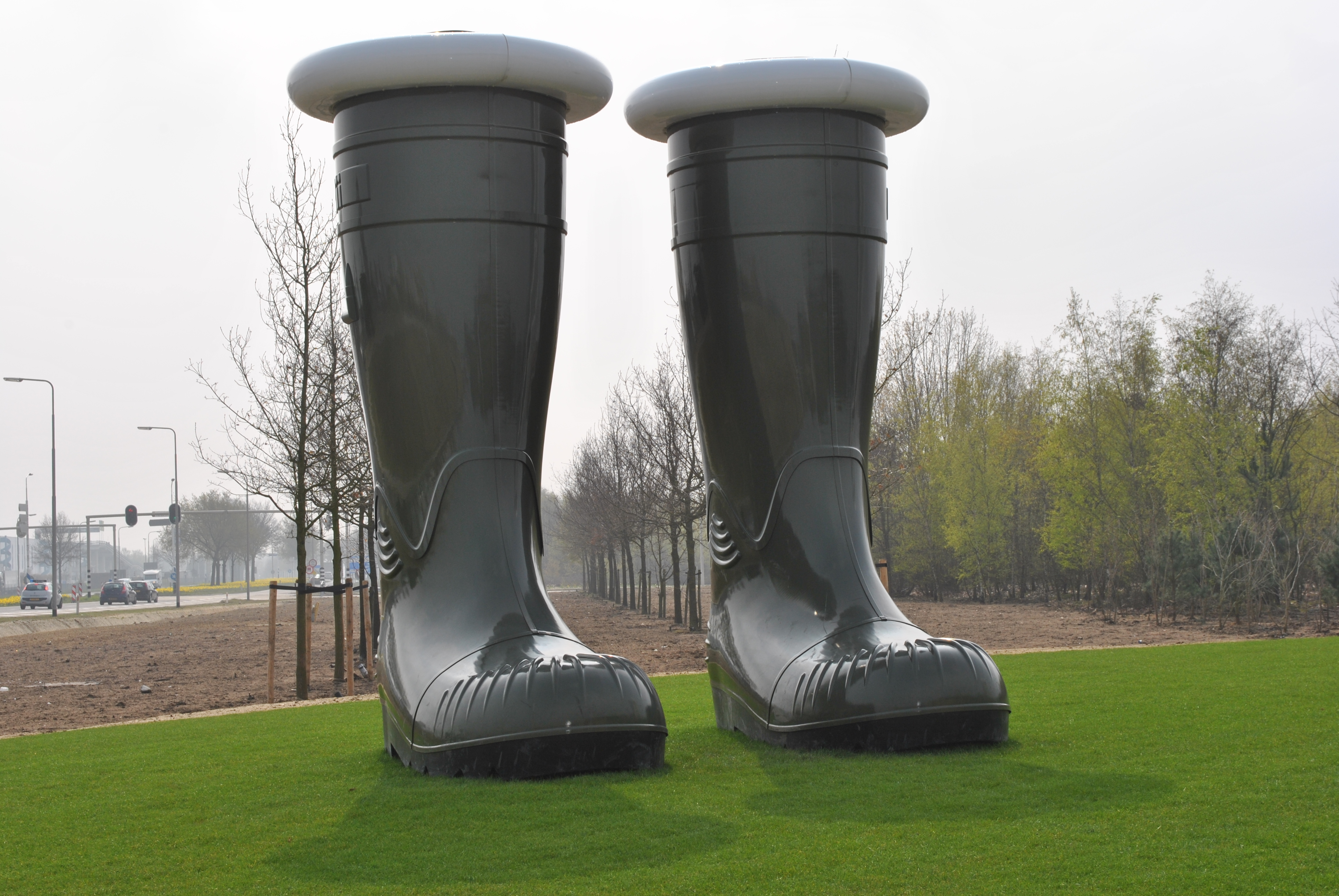
The Boots of the Hunter van Pii Daenen
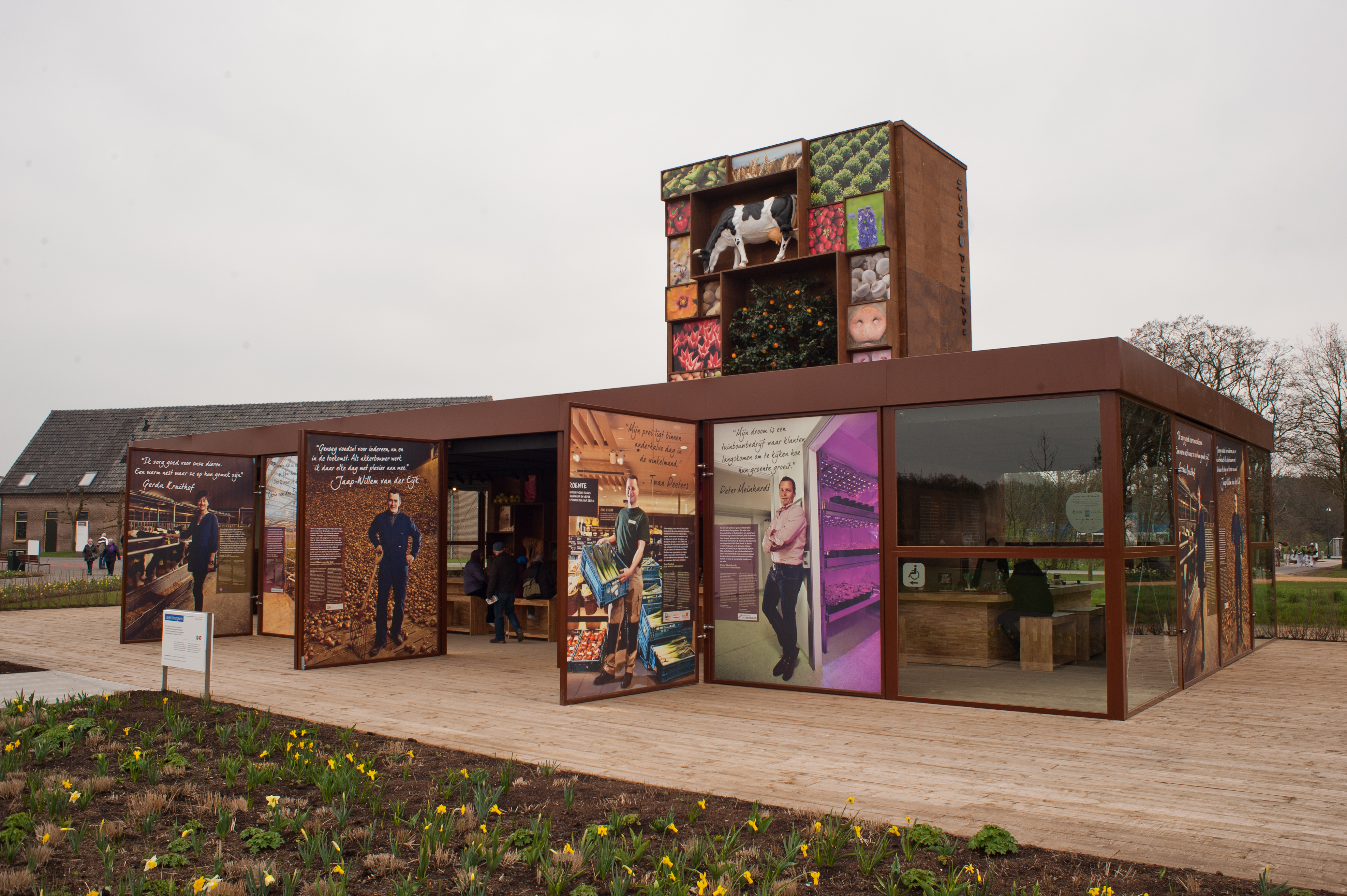
Nederland bloeit-paviljoen
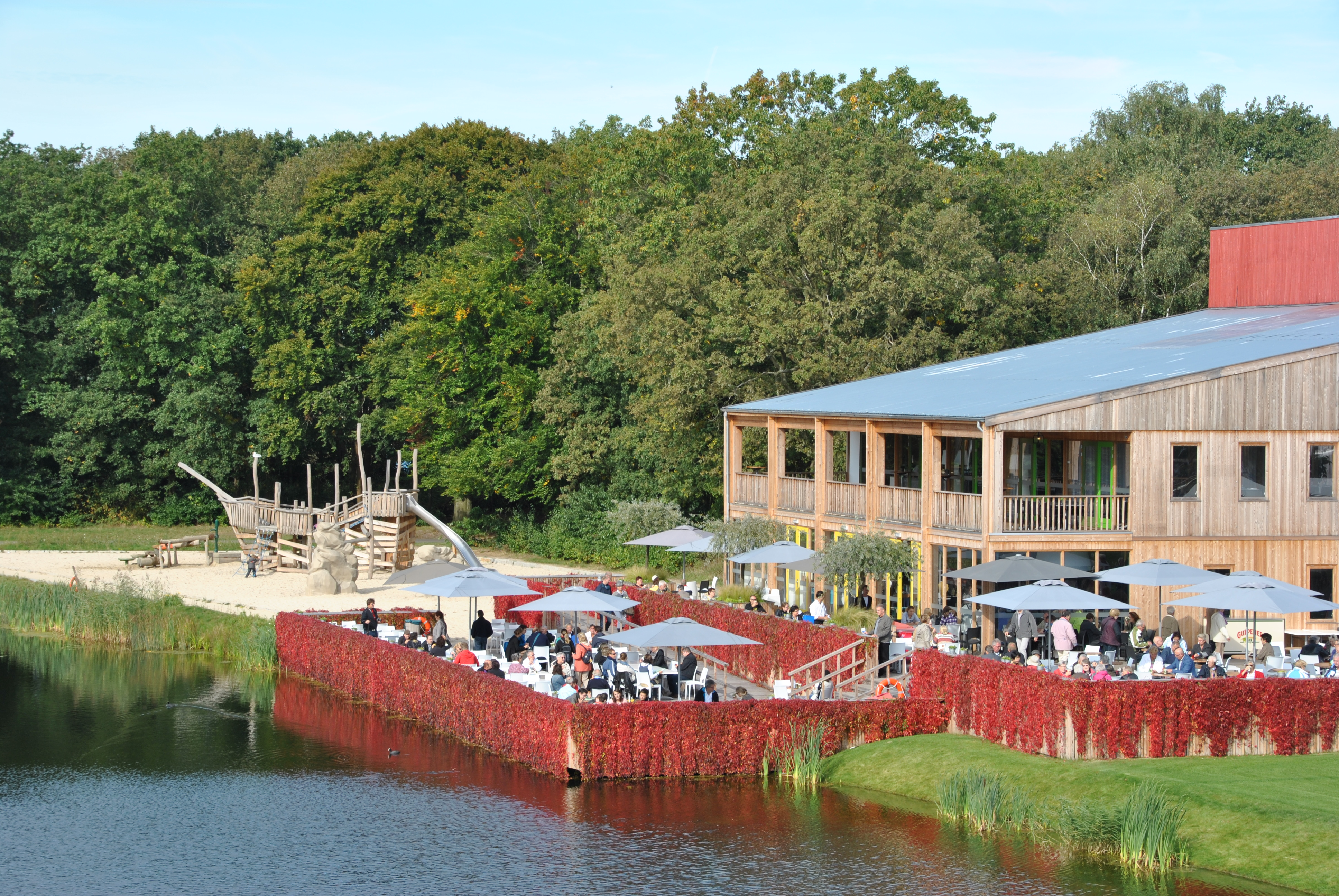
Beachclub Restaurant
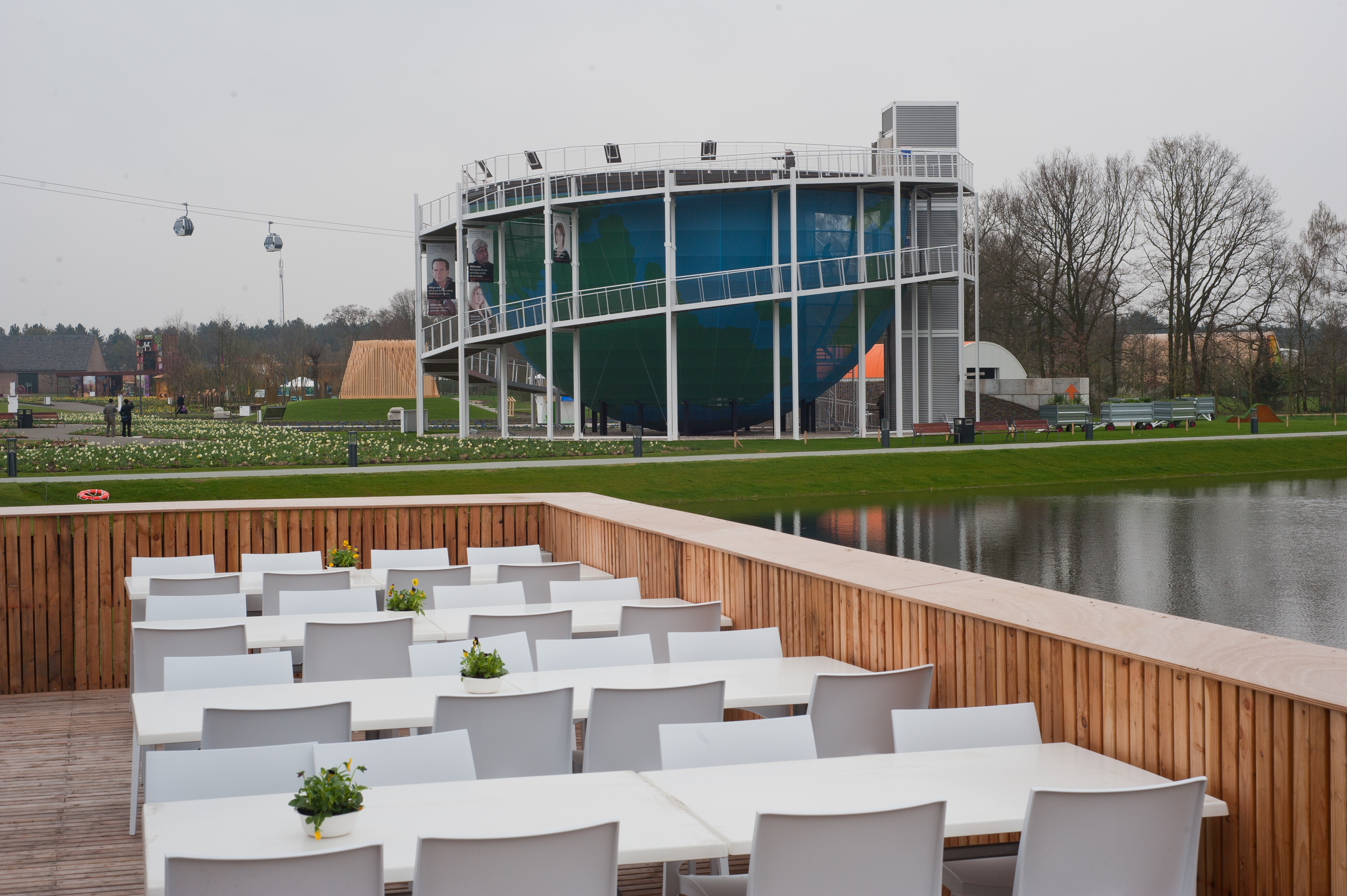
Rabo Earthwalk
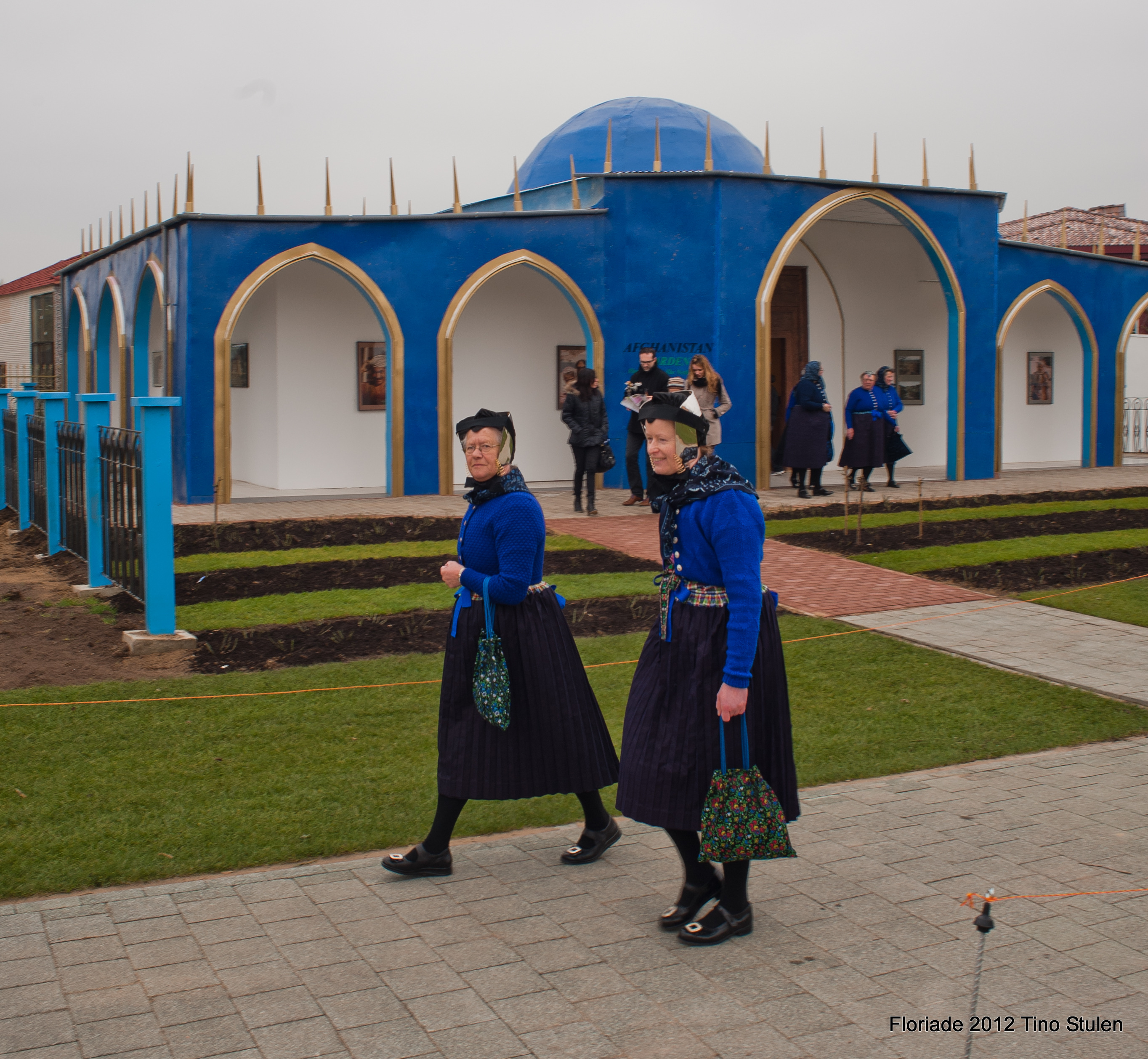
Paviljoen Afghanistan
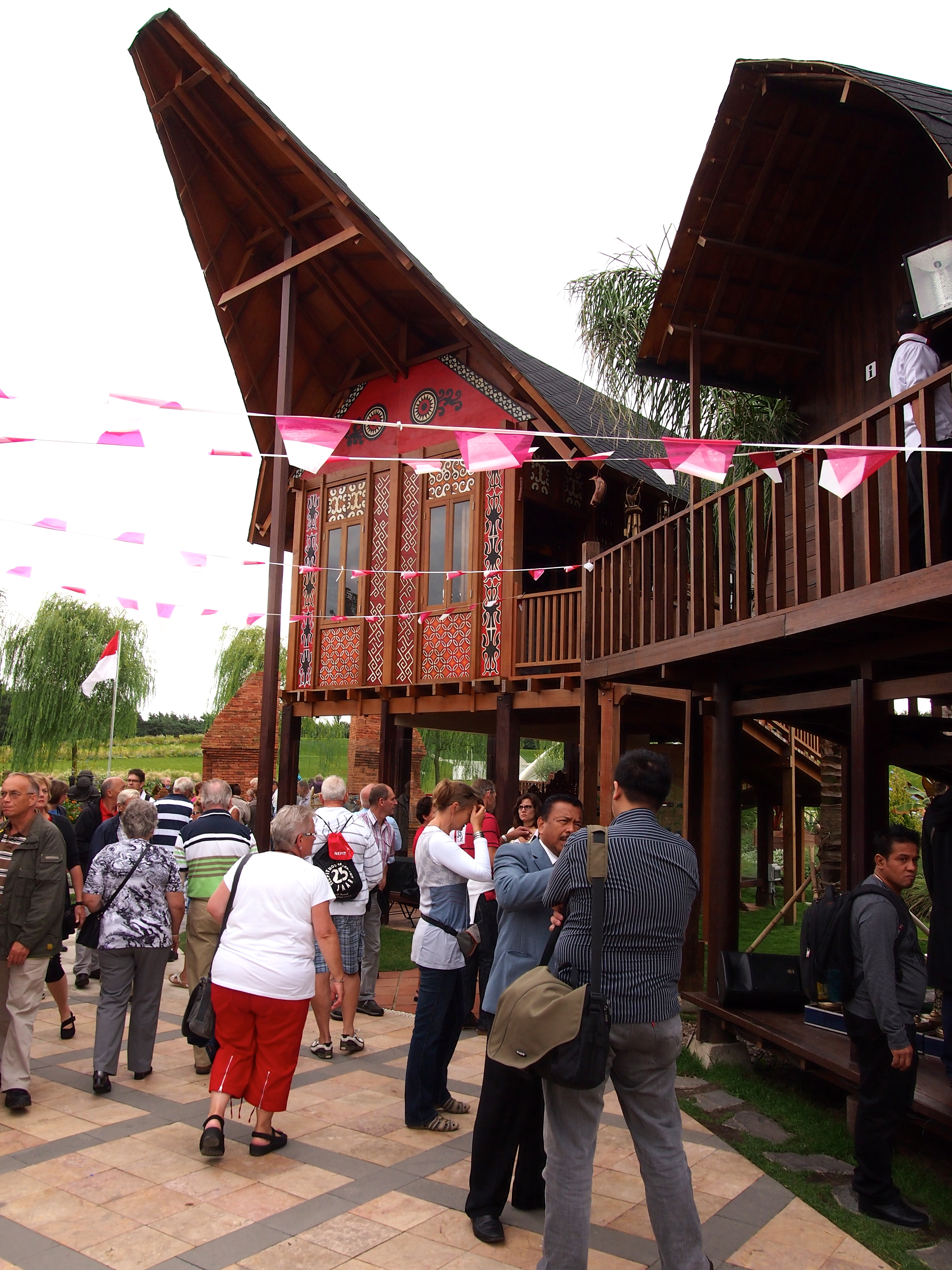
Paviljoen Indonesië
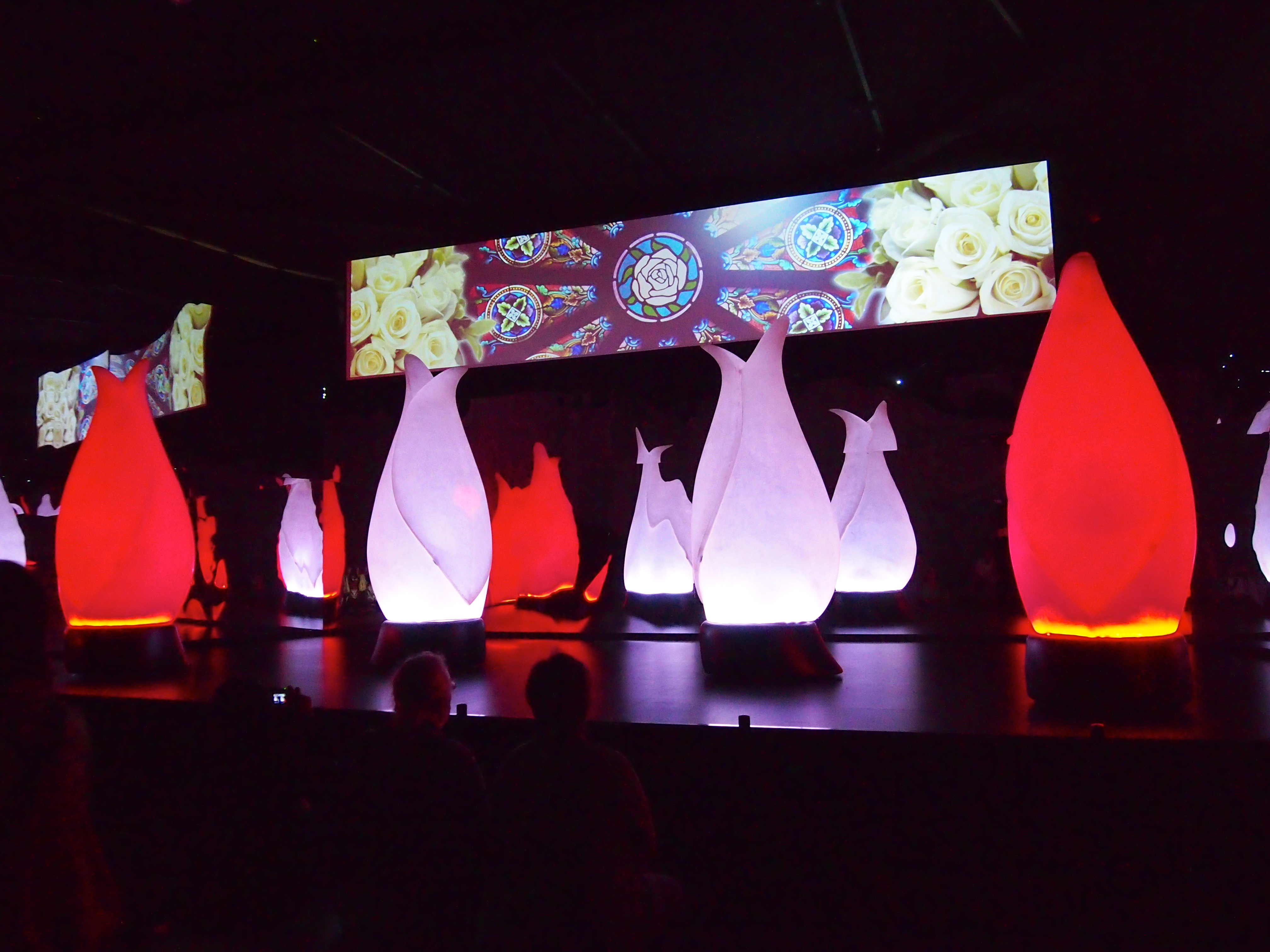
Robotbloemen bij Bloomin' Holland
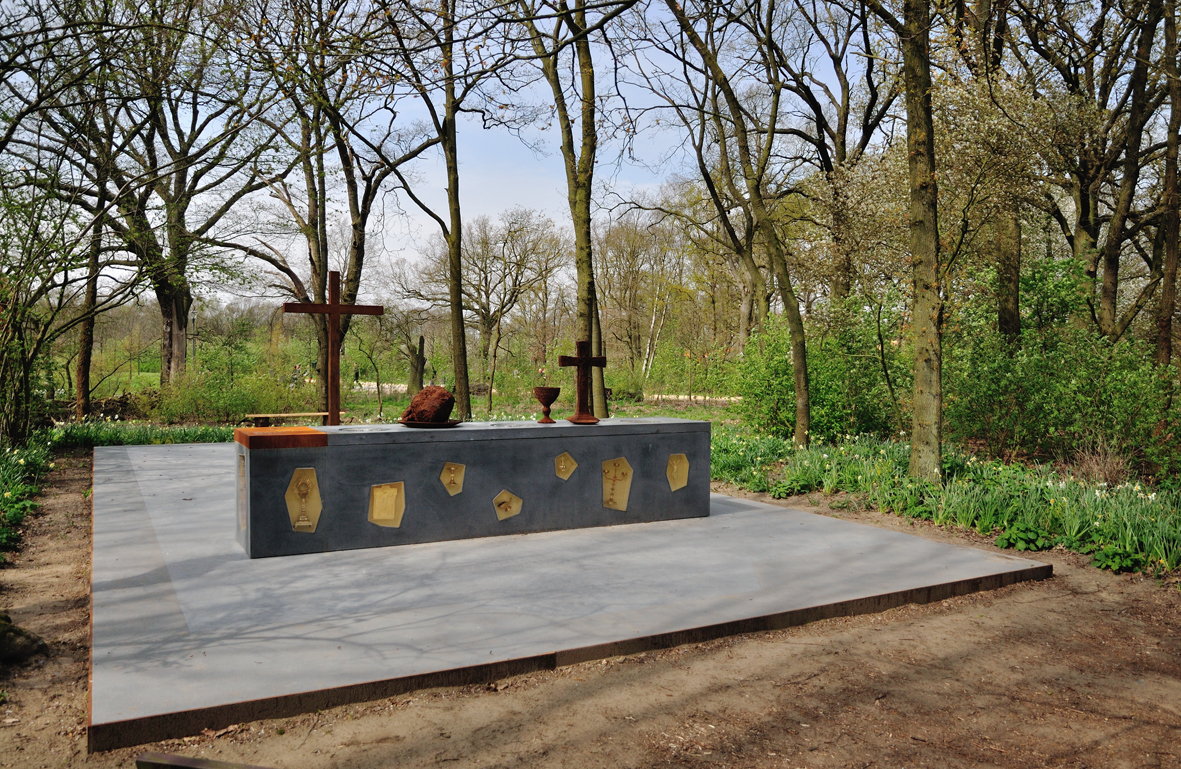
Cultuurhistorische Route, Altaar Sint-Janskapel